# Liste der Biografien/Kus
Liste der Biografien |
Portal Biografien |
Personensuche
# |
A |
B |
C |
D |
E |
F |
G |
H |
I |
J |
K |
L |
M |
N |
O |
P |
Q |
R |
S |
T |
U |
V |
W |
X |
Y |
Z |
?
 
Ka |
Kb |
Kc |
Kd |
Ke |
Kf |
Kg |
Kh |
Ki |
Kj |
Kl |
Km |
Kn |
Ko |
Kp |
Kr |
Ks |
Kt |
Ku |
Kv |
Kw |
Ky |
Kx |
Kz
 
Kua |
Kub |
Kuc |
Kud |
Kue |
Kuf |
Kug |
Kuh |
Kui |
Kuj |
Kuk |
Kul |
Kum |
Kun |
Kuo |
Kup |
Kuq |
Kur |
Kus |
Kut |
Kuu |
Kuv |
Kuw |
Kux |
Kuy |
Kuz
Die Liste der Biografien führt alle Personen auf, die in der deutschsprachigen Wikipedia einen Artikel haben. Dieses ist eine Teilliste mit 581 Einträgen von Personen, deren Namen mit den Buchstaben „Kus“ beginnt.

## Kus
- Kuś, Anastazja (* 2007), polnische Sprinterin
- Kuş, Berrak (* 1972), türkische Schauspielerin und Synchronsprecherin
- Kus, Davor (* 1978), kroatischer Basketballspieler
- Kus, Josef (1921–2005), tschechoslowakischer Eishockeyspieler und -trainer
- Kuş, Köksal (* 1960), türkischer Lobbyist
- Kuś, Marcin (* 1981), polnischer Fußballspieler
- Kus, Mateusz (* 1987), polnischer Handballspieler
- Kuş, Nafia (* 1995), türkische Taekwondoin
- Kus, Serkal (* 1976), deutscher Drehbuchautor kurdischer Abstammung
- Kus-Picco, Monika (* 1973), österreichische Künstlerin mit brasilianischen Wurzeln

### Kusa
- Kusabue, Mitsuko (* 1933), japanische Schauspielerin und Synchronsprecherin
- Kusaila († 688), Führer der Auraba-Berber
- Kusaka, Genzui (1840–1864), japanischer Samurai und Gegner des Bakufu
- Kusaka, Nao (* 2000), japanischer Ringer
- Kusaka, Ryūnosuke (1893–1971), japanischer Admiral
- Kusakabe, Kie (* 1978), japanische Judoka
- Kusakabe, Kimbei (1841–1932), japanischer Fotograf
- Kusakabe, Shirōta (1875–1924), japanischer Geophysiker
- Kusakawa, Shōzō (1928–2019), japanischer Politiker
- Kusaki, Katsuhiro (* 1962), japanischer Fußballspieler
- Kusale, Swapnil (* 1995), indischer Sportschütze
- Kusama, Karyn (* 1968), US-amerikanische Film- und Fernsehregisseurin sowie DrehbuchautorinKaryn Kusama (* 1968)

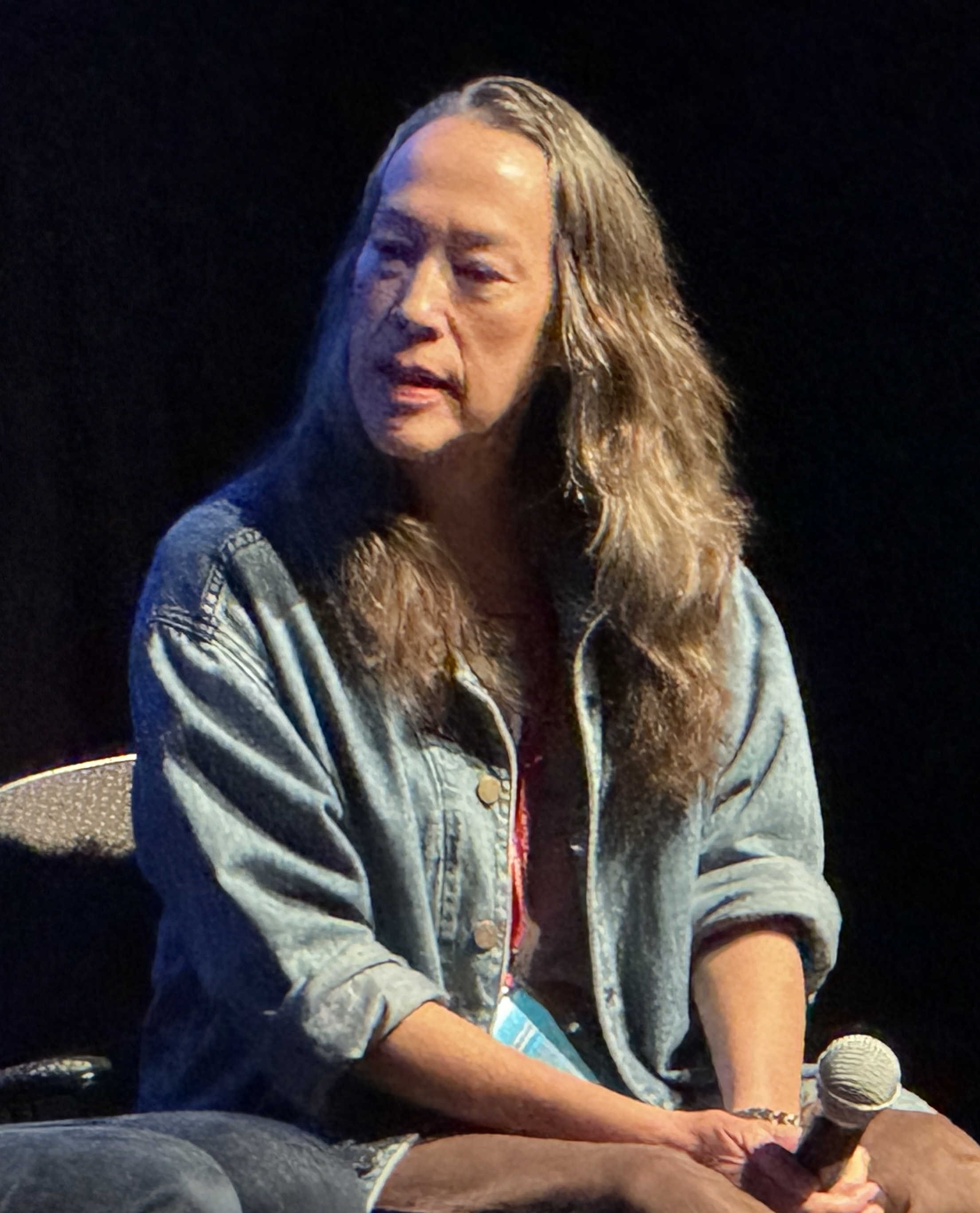
Karyn Kusama (* 1968)

- Kusama, Naokata (1753–1831), japanischer Geldwechsler und Unternehmer
- Kusama, Yayoi (* 1929), japanische Künstlerin
- Kušan, Tomislav (* 1994), kroatischer Handballspieler
- Kūsankū, Kampfkunstexperte
- Kusano, Emi (* 1990), interdisziplinäre japanische Künstlerin
- Kusano, Shinpei (1903–1988), japanischer Lyriker
- Kusano, Shūji (* 1970), japanischer Fußballspieler
- Kusano, Yūki (* 1996), japanischer Fußballspieler
- Kusari-Lila, Mimoza (* 1975), kosovarische Politikerin
- Kusatsu, Clyde (* 1948), US-amerikanisch-japanischer SchauspielerClyde Kusatsu (* 1948)

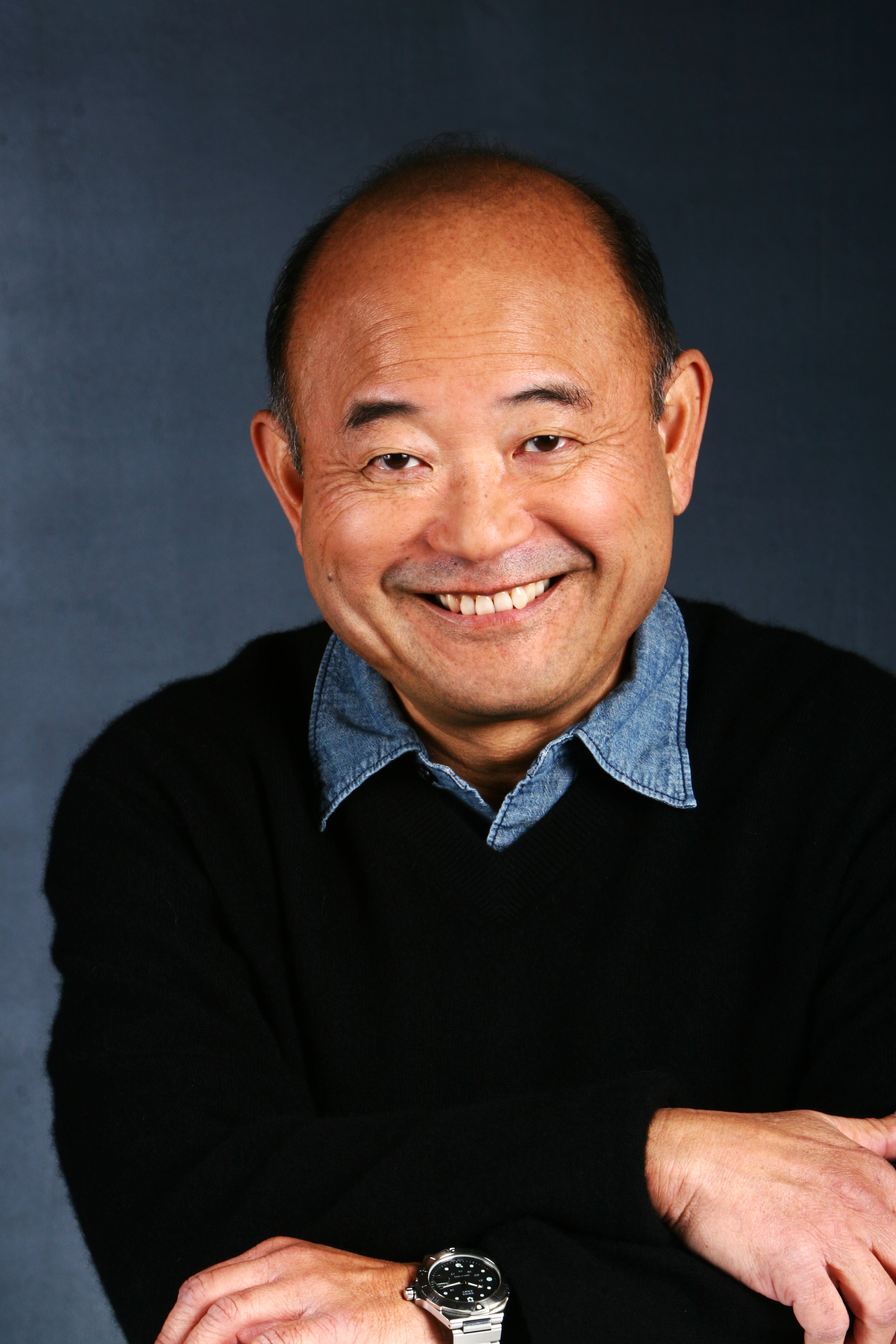
Clyde Kusatsu (* 1948)

- Kusazumi, Kōnosuke (* 2000), japanischer Fußballspieler

### Kusb
- Kusber, Grete (1907–1987), deutsche Widerstandskämpferin
- Kusber, Jan (* 1966), deutscher Historiker und Hochschullehrer
- Kusber, Jochen (1928–2020), deutscher Maler und Bildhauer
- Kusbock, Balduin (1892–1933), estnischer Regisseur, Schauspieler und Produzent

### Kusc
- Kuscevic, Benjamín (* 1996), chilenischer Fußballspieler
- Kusch, Carsten (* 1967), deutscher Wasserballspieler
- Kusch, Emma (* 2004), deutsche Fußballspielerin
- Kusch, Erich B. (1930–2010), deutscher Journalist
- Kusch, Eva, deutsche Zeichnerin und Malerin
- Kusch, Heinrich (* 1948), österreichischer Prähistoriker, Höhlenforscher und Buchautor
- Kusch, Horst (1924–1958), deutscher Mittellateinischer Philologe
- Kusch, Marius (* 1993), deutscher Schwimmer
- Kusch, Martin (* 1959), deutscher Philosoph und Soziologe
- Kusch, Oliver (* 1967), deutscher Kardiologe und Politiker (SPD), MdL
- Kusch, Oskar (1918–1944), deutscher Marineoffizier, U-Boot-Kommandant im Zweiten Weltkrieg und NS-Opfer
- Kusch, Polykarp (1911–1993), US-amerikanischer Physiker
- Kusch, Reinhard (1946–2010), deutscher Historiker
- Kusch, Roger (* 1954), deutscher Politiker (CDU), ehemaliger Justizsenator von HamburgRoger Kusch (* 1954)

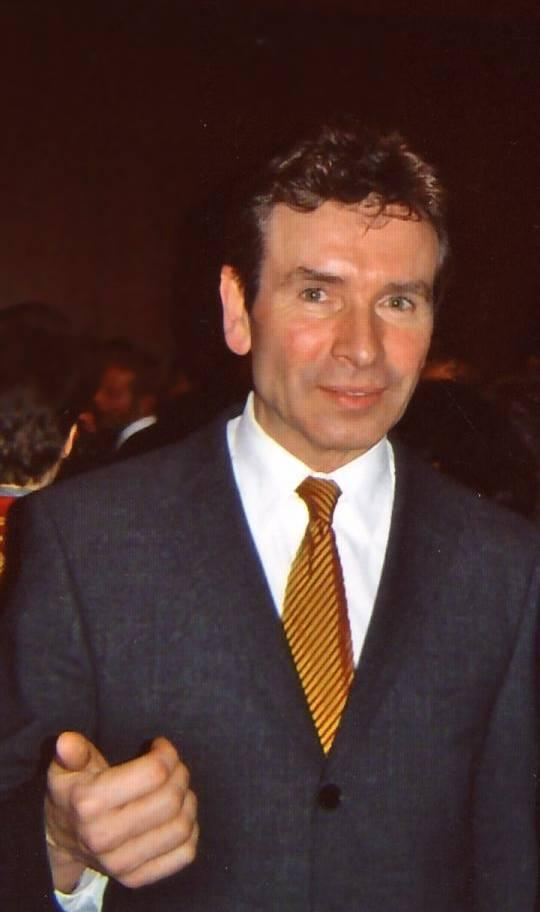
Roger Kusch (* 1954)

- Kusch, Uli (* 1967), deutscher Metal-Schlagzeuger
- Kusch, Walter (* 1954), deutscher Schwimmer
- Kusch-Lück, Petra (* 1948), deutsche Moderatorin, Tänzerin und Sängerin
- Kuscha, Herbert (* 1960), deutscher Fußballspieler
- Kuschaib, Ali, Anführer der Dschandschawid-Milizen im Darfur-Konflikt in Sudan
- Kuschajewa, Rabiga Jangulowna (1901–1937), sowjetische Frauenrechtlerin
- Kuschal, Franzischak (1895–1968), belarussischer General und Politiker
- Küschall, Rainer (* 1947), Schweizer Tetraplegiker, Rennfahrer, Erfinder und Designer
- Kuschchowa, Aminat Nalbijewna (* 1993), russische Tennisspielerin
- Kusche, Benno (1916–2010), deutscher Opernsänger (Bariton)
- Kusche, Dominique (* 1990), deutsche Schauspielerin
- Kusche, Emily (* 2002), deutsche Schauspielerin
- Kusche, Karin (1940–2015), deutsche Filmeditorin
- Kusche, Larry (* 1940), US-amerikanischer Pilot, Fluglehrer, Bibliothekar und Sachbuchautor
- Kusche, Lothar (1929–2016), deutscher Feuilletonist, Schriftsteller und Satiriker
- Kusche, Ludwig (1901–1982), deutscher Solopianist, Dirigent und Mitgestalter von Hörfunksendungen
- Kusche, Mathias (* 1967), deutscher Theater- und Fernsehschauspieler, sowie Hörspielsprecher
- Kusche, Reinhold (* 1968), deutsch-italienischer Autor
- Kusche, Wendelin (1926–2003), deutscher Künstler und Kunstdozent
- Kuschée, Eduard (1811–1890), österreichischer Architekt des Historismus
- Kuschel, Babette (* 1965), deutsche Schauspielerin
- Kuschel, Frank (* 1961), deutscher Politiker (Die Linke), MdL
- Kuschel, Guillermo (1918–2017), chilenischer Entomologe
- Kuschel, Karl-Josef (* 1948), deutscher römisch-katholischer Theologe und Autor
- Kuschel, Max (1862–1935), deutscher Maler
- Kuschel, Maximilian (1851–1909), deutscher Polizeibeamter, Ornithologe und Oologe
- Kuschel, Oleksandra (* 1953), ukrainische Politikerin
- Kuschel, Peter (* 1940), deutscher Bildhauer und Maler
- Kuschel, Philip (* 1998), deutscher Eishockeyspieler
- Kuschel, Rolf (1939–2020), Sozialpsychologe und Hochschullehrer
- Kuschel, Sarah (* 1994), deutsche Basketballspielerin
- Kuschel, Thorsten (* 1984), deutscher Handballschiedsrichter
- Kuschel, Walter (1902–1981), deutscher Architekt
- Kuschel-Korzecka, Andrea (* 1955), deutsche Dokumentarfilmerin und Produzentin
- Kuschela, Josefin, deutsche Werbe- und Dokumentarfilmerin
- Kuschela, Kurt (* 1988), deutscher Kanute
- Kuschela, Olga Petrowna (* 1985), russische Synchronschwimmerin
- Kuschelnaja, Nadeschda Wassiljewna (* 1962), sowjetisch-russische Kosmonautenanwärterin
- Kuschenberg, Horst (1937–2004), deutscher Fußballspieler
- Kuschew, Ilija (1896–1922), bulgarisch-makedonischer Offizier und Revolutionär, Wojwode der Inneren Makedonischen Revolutionären Organisation (IMRO)
- Kuschewski, Daniel (* 1977), deutscher Schauspieler und Theaterregisseur
- Kuschik, Karin (* 1966), deutsche ModeratorinKarin Kuschik (* 1966)

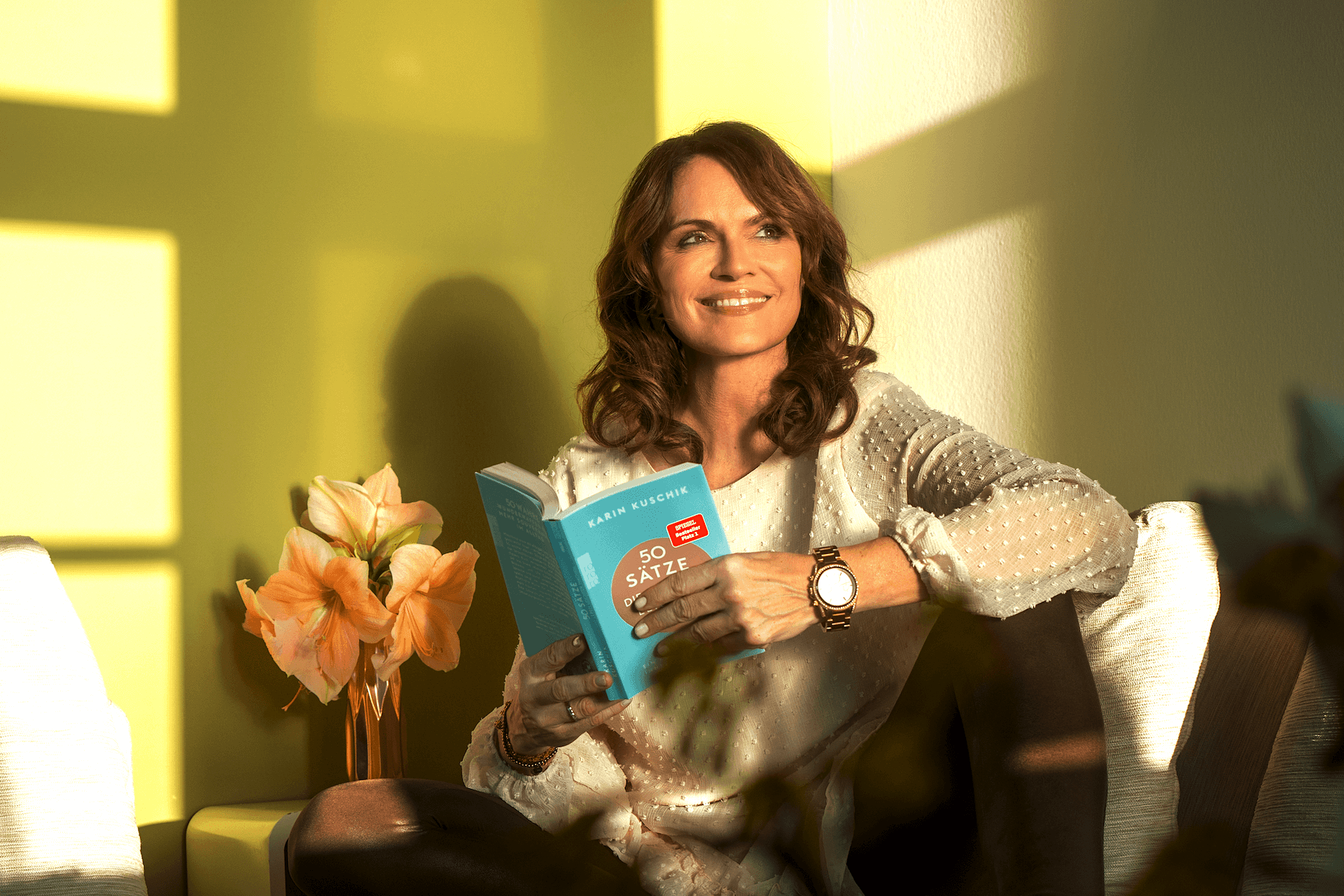
Karin Kuschik (* 1966)

- Kuschinski, Willy R. (1907–1980), niederdeutscher Hörspielautor, Heimatdichter und Schriftsteller
- Kuschinsky, Gustav (1904–1992), deutscher Pharmakologe
- Kuschitaschwili, Georgi (* 1995), russischer und georgischer Boxer
- Kuschke, Arnulf (1912–1995), deutscher evangelisch-lutherischer Theologe, biblischer Archäologe
- Kuschke, Hans (1914–2003), deutscher Ruderer
- Kuschke, Wolfram (* 1950), deutscher Politiker (SPD), MdL
- Kuschlew, Stefan (* 1984), bulgarischer Radrennfahrer
- Kuschmann, Alexander (* 1979), deutscher Fußballspieler
- Kuschmann, Bernd (* 1941), deutscher Schauspieler, Synchronsprecher, Rezitator, Hörbuch- und Hörspielsprecher
- Kuschmann, Manfred (1950–2002), deutscher Langstreckenläufer
- Kuschmann, Philipp (* 1980), deutscher Ordensgeistlicher, Abt des Benediktinerstiftes Marienberg
- Kuschmann, Sandra (* 1974), deutsche Leichtathletin
- Kuschnarowa, Anna (* 1975), deutsche Autorin und Fotografin
- Kuschnerjow, Michail (* 1972), russischer Beachvolleyballspieler
- Kuschnerova, Elena (* 1959), russische Pianistin
- Kuschnerus, Bernd (* 1962), deutscher evangelischer Theologe
- Kuschnerus, Sigurd (1933–2022), deutscher Maler und Grafiker
- Kuschnigg, Wolfgang, österreichischer Pädagoge
- Kuschnir, Alla (1941–2013), russisch-israelische Schachspielerin
- Kuschnir, Alla (* 1985), ukrainische Bauchtänzerin
- Kuschnir, Anton (* 1984), belarussischer Freestyle-Skisportler
- Kuschnir, Boris (* 1948), ukrainisch-österreichischer Violinist
- Kuschnir, Pawel Michailowitsch (1984–2024), russischer politischer Aktivist und Pianist
- Kuschnir, Wardan Wardanowitsch (1969–2005), russisch-armenischer Spammer
- Kuschnirjuk, Serhij (* 1956), sowjetisch-ukrainischer Handballspieler, -trainer und Professor
- Kuschniruk, Jurij (* 1994), ukrainischer Speerwerfer
- Kuschnitzky, Liselotte (1933–1977), deutsche Schauspielerin bei Bühne und Fernsehen
- Kuschnyr, Margarita Sergejewna (* 1996), russische Handballspielerin
- Kuschow, Otto (1890–1945), deutscher Polizeipräsident und SS-Führer
- Kuschpler, Igor (1949–2012), ukrainischer Opernsänger
- Kuschtewskaja, Tatjana (* 1947), russische Schriftstellerin und Lyrikerin
- Kuschtsch, Anatolij (* 1945), ukrainischer Bildhauer
- Kuschtschenko, Oxana Wladimirowna (* 1972), russische Freestyle-Skierin
- Kuschy, Ralf-Gudo (1958–2008), deutscher Radrennfahrer
- Kuschynski, Aljaksandr (* 1979), belarussischer Radrennfahrer
- Kuscsik, Nina (1939–2025), US-amerikanische Marathonläuferin

### Kusd
- Kusdas, Rudolf L. (1858–1935), österreichischer Bergsteiger und Lehrer
- Kuşdoğan, Arif (* 1956), türkischer Fußballspieler

### Kuse
- Kuse, Kitty (1904–1999), deutsche LGBT-Aktivistin, Gründerin einer Lesbenzeitschrift
- Kuse, Luna (* 2002), deutsche Schauspielerin
- Kusebauch, Claudia (* 1978), deutsche Autorin und Herausgeberin
- Kušej, Martin (* 1961), österreichischer Theaterregisseur, Opernregisseur und IntendantMartin Kušej (* 1961)

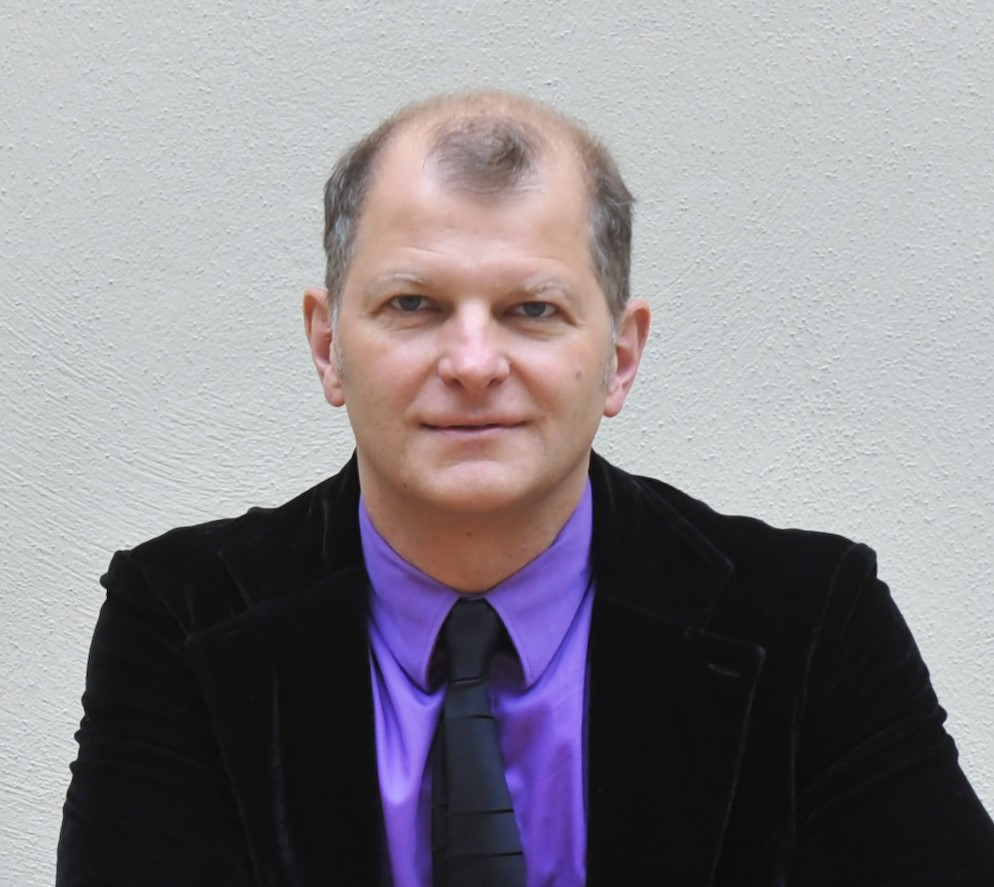
Martin Kušej (* 1961)

- Kušej, Vasil (* 2000), tschechischer Fußballspieler
- Kusek, Karolina (* 1940), polnische Lyrikerin und Journalistin
- Küsel, Georg (1877–1952), deutscher Schriftsteller
- Küsel, Hans (1870–1951), deutscher Konteradmiral der Kaiserlichen Marine
- Küsel, Johanna Sibylla († 1717), deutsche Kupferstecherin
- Küsel, Kirsten (* 1965), deutsche Mikrobiologin und Hochschullehrerin
- Küsel, Matthäus (1629–1681), deutscher Kupferstecher
- Küsel, Otto (1909–1984), deutscher Funktionshäftling in Konzentrationslagern
- Kusel, Rudolf (1809–1890), deutscher Rechtsanwalt und Abgeordneter
- Kuselew, Dmitri Leonidowitsch (* 1969), russischer Handballspieler
- Kusenberg, Kurt (1904–1983), deutscher Schriftsteller und Kunstkritiker
- Kuseng, Der (* 1989), österreichischer Kabarettist
- Kusenin, Stanislaw (* 1933), erster Sekretär des Stadtkomitees in Schdanow
- Kusenkowa, Olga Sergejewna (* 1970), russische Hammerwerferin und Olympiasiegerin

### Kusg
- Küsgen, Wilhelm (1867–1945), deutscher Ministerialbeamter

### Kush
- Kushadiyanto, Lilik, indonesischer Offizier
- Kushantha, Kupun (* 1995), sri-lankischer Mittelstreckenläufer
- Kushare, Sarvesh Anil (* 1995), indischer Hochspringer
- Kusharyanto, Tri (* 1974), indonesischer Badmintonspieler
- Kushi, Andrea (1884–1959), albanischer Maler
- Kushi, Aveline (1925–2001), japanische Autorin, Vertreterin der Makrobiotik
- Kushi, Ayi, König der westafrikanischen Ga-Dangme (1510–1535)
- Kushi, Kyōji, japanischer Badmintonspieler
- Kushi, Michio (1926–2014), japanischer ErnährungswissenschaftlerMichio Kushi (1926–2014)

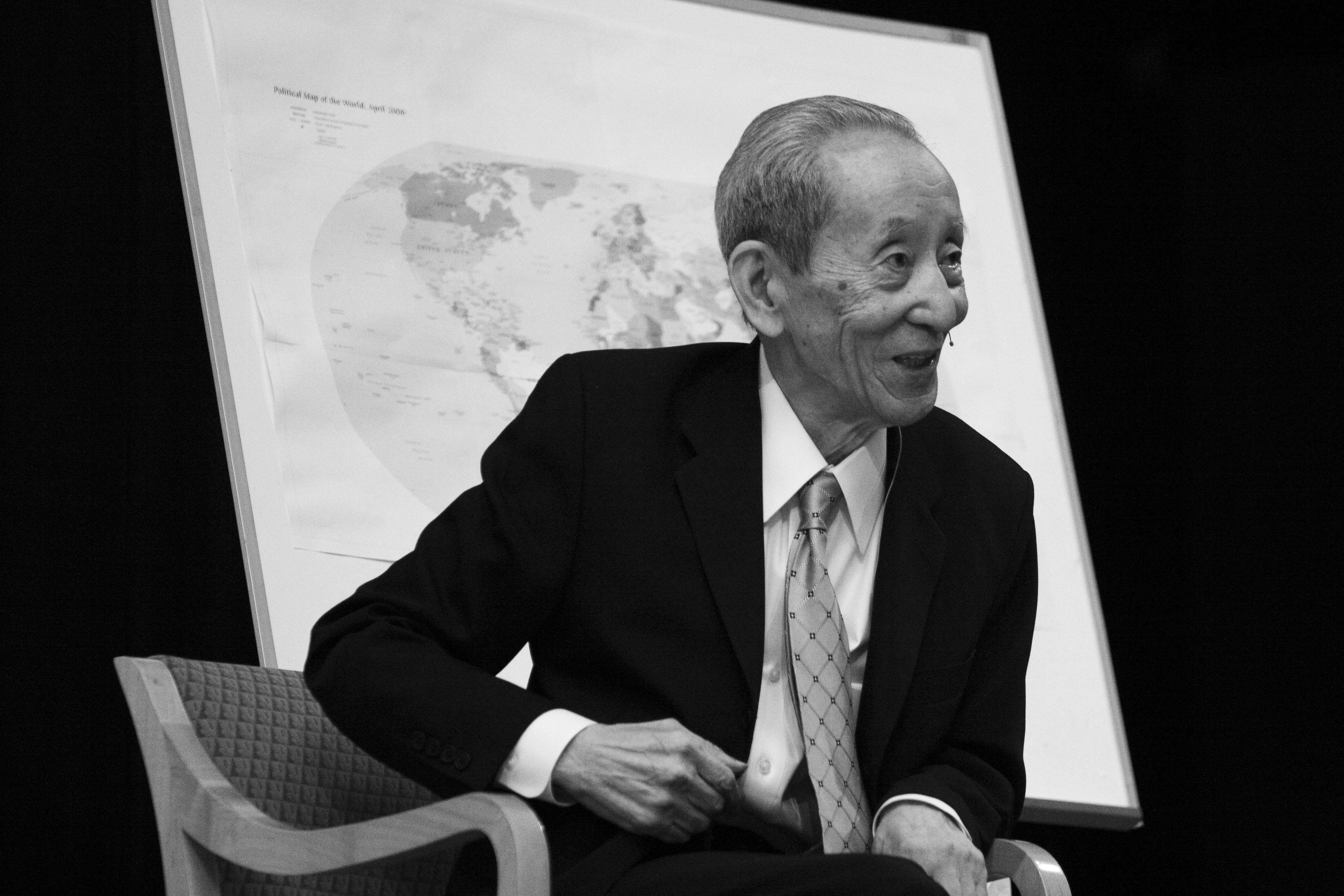
Michio Kushi (1926–2014)

- Kushibiki, Kazuki (* 1993), japanischer Fußballspieler
- Kushibiki, Masatoshi (* 1993), japanischer Fußballtorhüter
- Kushibiki, Minoru (* 1967), japanischer Fußballspieler
- KUSHIDA (* 1983), japanischer Wrestler
- Kushida, Kazuto (* 1987), japanischer Fußballspieler
- Kushida, Reiki (* 1952), japanische Amateurastronomin
- Kushida, Tamizō (1885–1934), japanischer Wirtschaftswissenschaftler
- Kushida, Tetsunosuke (* 1935), japanischer Komponist und Professor
- Kushida, Yoshio (* 1957), japanischer Astronom
- Kushino, Ryō (* 1979), japanischer Fußballspieler
- Kushiro, Ikuo (* 1934), japanischer Petrologe
- Kushlan, James A. (* 1947), US-amerikanischer Ornithologe, Ökologe, Pädagoge, Naturschützer und Autor
- Kushmaro, Danny (* 1968), israelischer Journalist, Nachrichtensprecher und Fernsehmoderator
- Kushner, Cedric (1948–2015), südafrikanisch-amerikanischer Boxpromoter
- Kushner, Charles (* 1954), US-amerikanischer Immobilienentwickler und Rechtsanwalt
- Kushner, Dave (* 1966), US-amerikanischer Gitarrist
- Kushner, David (* 2000), US-amerikanischer Singer-Songwriter
- Kushner, Ellen (* 1955), US-amerikanische Autorin von Fantasy-Romanen
- Kushner, Jared (* 1981), US-amerikanischer Immobilienentwickler, Medienunternehmer, Finanzinvestor und PolitikberaterJared Kushner (* 1981)

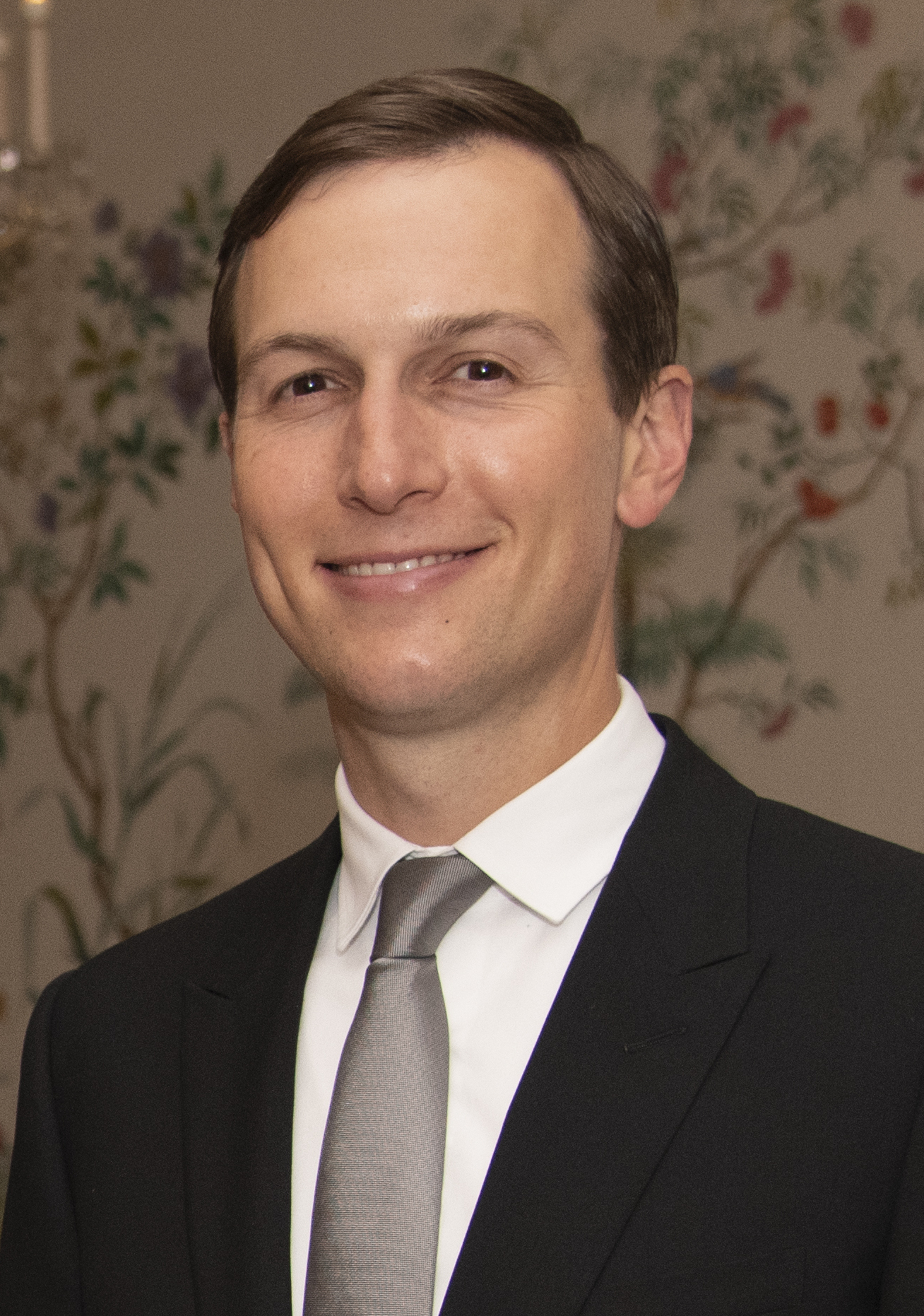
Jared Kushner (* 1981)

- Kushner, Karen (* 1946), US-amerikanische Pianistin und Musikpädagogin
- Kushner, Rachel (* 1968), US-amerikanische Schriftstellerin
- Kushner, Robert (* 1949), US-amerikanischer Künstler
- Kushner, Tony (* 1956), US-amerikanischer Drehbuchautor und Schriftsteller
- Kushnir, David (1931–2020), israelischer Leichtathlet
- Kushpler, Olena (* 1975), ukrainisch-deutsche Pianistin
- Kushpler, Zoryana, ukrainische Opern- und Konzertsängerin (Mezzosopran)
- Kushyar ibn Labban, arabischer Mathematiker

### Kusi
- Kusi Obodom, Asantehene (Herrscher) des Königreichs Aschanti im heutigen Ghana
- Kusi-Asare, Jonah (* 2007), schwedisch-ghanaischer FußballspielerJonah Kusi-Asare (* 2007)

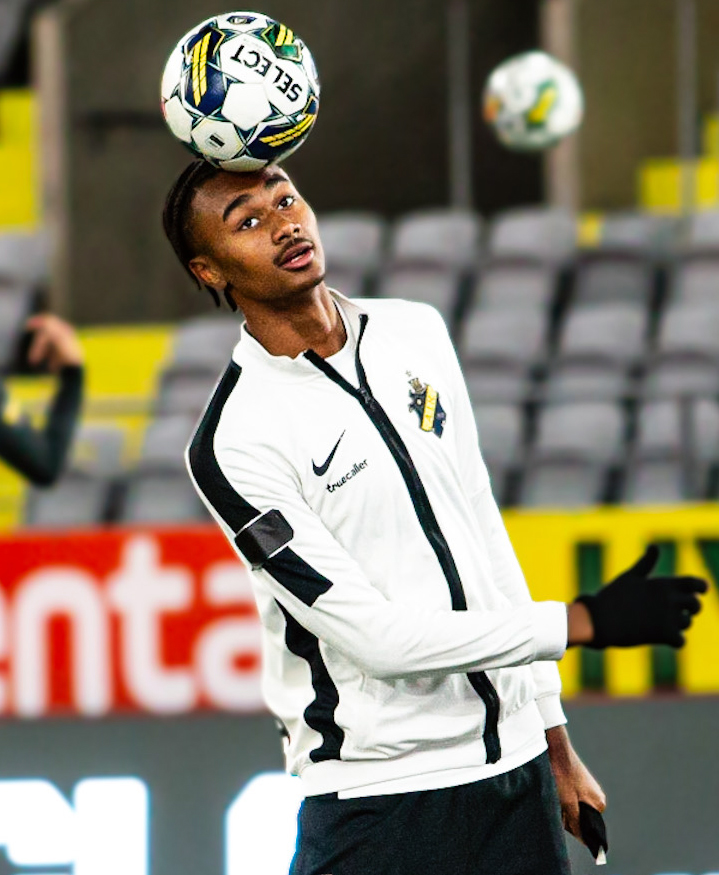
Jonah Kusi-Asare (* 2007)

- Kusi-Asare, Jones (* 1980), schwedisch-ghanaischer Fußballspieler
- Kusian, Elisabeth (1914–1958), deutsche Krankenschwester und verurteilte Mörderin
- Kusian, Maraike (* 2002), deutsche Handballspielerin
- Kusić, Filip (* 1996), deutscher Fußballspieler
- Kusilowi, Albert (* 1985), georgischer Gewichtheber
- Kusin, Denis (* 1988), kasachischer Eisschnellläufer
- Kusin, Pawel Jurjewitsch (* 1973), russischer Schauspieler
- Kusin, Sergei (* 1988), kasachischer Bahn- und Straßenradrennfahrer
- Kusin, Walentin Jegorowitsch (1926–1994), russischer Eishockeyspieler
- Kusin, Wladimir Semjonowitsch (1930–2007), russischer Skilangläufer
- Kusina, Anna Fedorowna (1918–1992), russische Chemikerin
- Kusio, Michael (* 1998), Schweizer Handballnationalspieler

### Kusj
- Kusjajew, Daler Adjamowitsch (* 1993), russischer Fußballspieler
- Kusjakin, Alexander Petrowitsch (1915–1988), sowjetischer Mammaloge und Zoologe
- Kusjuk, Maxim Wadimowitsch (* 1975), russischer Manager und Generaldirektor von Ischmasch
- Kusjukowa, Olga Walerjewna (* 1985), russische Skilangläuferin
- Kusjutina, Natalja Jurjewna (* 1989), russische Judoka

### Kusk
- Kusk, Kasper (* 1991), dänischer Fußballspieler
- Kuske, Bruno (1876–1964), deutscher Historiker und Universitätsprofessor
- Kuske, Donald A. (1922–1944), US-amerikanischer Jagdflieger im Zweiten Weltkrieg, tödlich verunglückt in Deutschland
- Kuske, Gerhard (1911–2001), deutscher Politiker (GB/BHE), MdL
- Kuske, Kevin (* 1979), deutscher Bobsportler und OlympiasiegerKevin Kuske (* 1979)

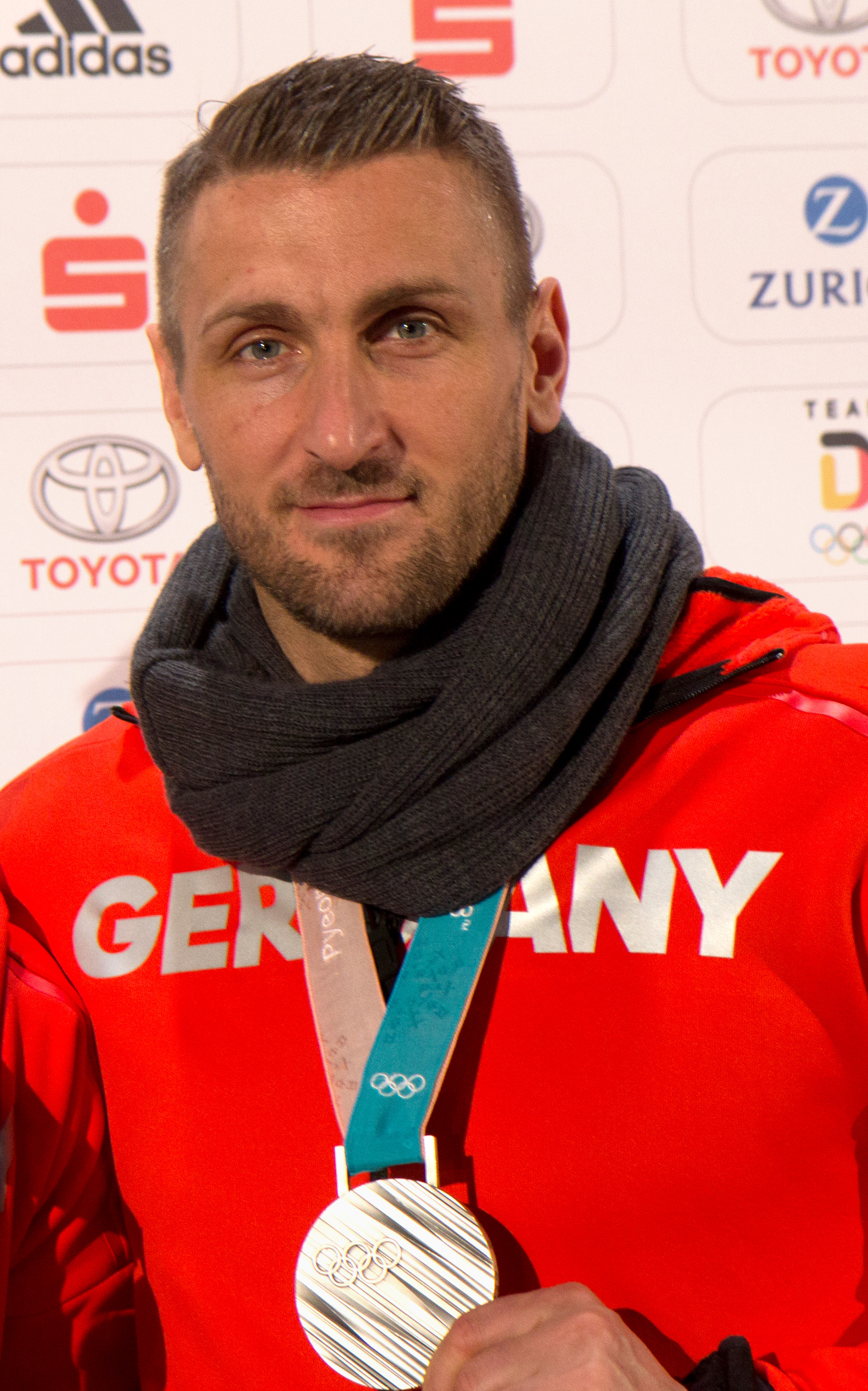
Kevin Kuske (* 1979)

- Kuske, Laura (* 2001), deutsche Handballspielerin
- Kuske, Martin (1940–1995), deutscher evangelisch-lutherischer Theologe
- Kuske, Otto (1886–1945), deutscher Maler
- Kuskin, Wiktor Grigorjewitsch (1940–2008), russischer Eishockeyspieler
- Kušķis, Aldis (* 1965), lettischer Politiker, Mitglied der Saeima, MdEP
- Kuskova, Yanina (* 2001), usbekische Radrennfahrerin
- Kuskow, Iwan Alexandrowitsch (1765–1823), russischer Seefahrer
- Kuskow, Sergei Iwanowitsch, sowjetischer Radsportler
- Kuskowa, Jekaterina Dmitrijewna (1869–1958), russische Publizistin

### Kusl
- Kušleikaitė, Marijona (* 1938), litauische Kardiologin
- Kušlys, Donatas (* 1971), litauischer Diplomat

### Kusm
- Kusmagk, Peer (* 1975), deutscher Schauspieler und FernsehmoderatorPeer Kusmagk (* 1975)

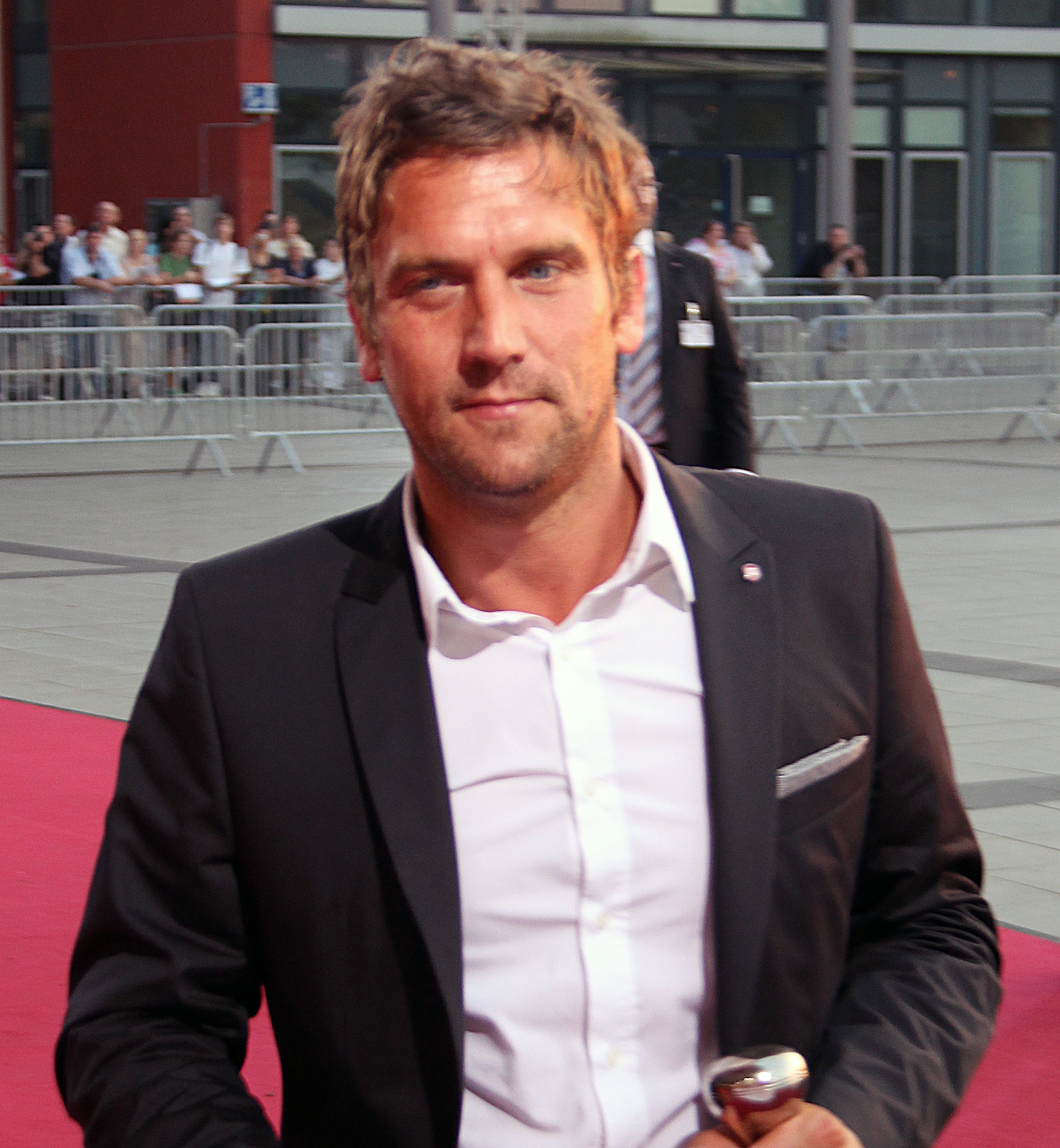
Peer Kusmagk (* 1975)

- Kusmanek von Burgneustädten, Hermann (1860–1934), österreichischer Generaloberst der K.u.K. Armee
- Kusmanow, Dimitar (* 1993), bulgarischer Tennisspieler
- Kusmenko, Andrei Wladimirowitsch (* 1972), russischer Generalleutnant
- Kusmenko, Galina Agafja Andrejewna (1892–1978), ukrainische Anarchistin
- Kusmenko, Juri Konstantinowitsch (* 1941), russischer Linguist, Skandinavist
- Kusmiati, Yanti (* 1962), indonesische Badmintonspielerin
- Kusmierek, Franz (* 1920), deutscher Fußballspieler
- Kusmik, Serhij (* 1995), ukrainischer Eishockeynationalspieler
- Kusmin, Alexei Michailowitsch (1891–1980), russisch-sowjetischer Geologe und Hochschullehrer
- Kusmin, Andrei Eduardowitsch (* 1981), russischer Eishockeyspieler
- Kusmin, Anton (* 1996), kasachischer Radrennfahrer
- Kusmin, Boris Petrowitsch (1941–2001), sowjetischer Ruderer
- Kusmin, Dmitri Sergejewitsch (* 1966), russischer und europäischer Politiker
- Kusmin, Fjodor Sergejewitsch (* 1983), russischer Tischtennisspieler
- Kusmin, Hennadij (1946–2020), ukrainischer Schachspieler
- Kusmin, Iwan Nikolajewitsch (* 1962), russischer Ski-Orientierungsläufer
- Kusmin, Michail Alexejewitsch (1872–1936), russischer Schriftsteller und KomponistMichail Alexejewitsch Kusmin (1872–1936)

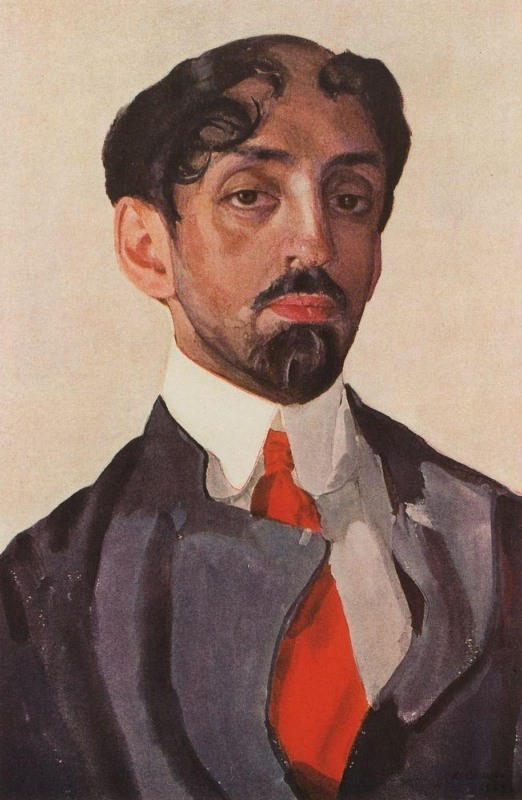
Michail Alexejewitsch Kusmin (1872–1936)

- Kusmin, Michail Iwanowitsch (1938–2024), russischer Geologe, Geochemiker und Hochschullehrer
- Kusmin, Oleg Alexandrowitsch (* 1981), russischer Fußballspieler
- Kusmin, Pawel Iljassowitsch (* 1988), russischer Billardspieler
- Kusmin, Renat (* 1967), ukrainischer Politiker
- Kusmin, Rodion Ossijewitsch (1891–1949), sowjetischer Mathematiker
- Kusmin, Roman Iwanowitsch (1811–1867), russischer Architekt
- Kusmin, Sergei Wassiljewitsch (* 1987), russischer Boxer
- Kusmin, Wadim Alexejewitsch (1937–2015), sowjetischer und russischer Physiker
- Kusmin, Walentin Grigorjewitsch (1925–2011), sowjetisch-russischer Schriftsteller, Publizist, Übersetzer
- Kusmin, Waleri Iljitsch (1918–1983), jakutisch-sowjetischer Pilot und Abgeordneter
- Kusmin, Wladimir Borissowitsch (* 1955), russischer Rockmusiker und Komponist
- Kusmina, Edwarda Borissowna (* 1937), sowjetische bzw. russische Literaturkritikerin
- Kusmina, Galina Wassiljewna (1929–2017), russische Mathematikerin
- Kusmina, Jelena Jefimowna (1931–2013), sowjetisch-russische Archäologin, Kulturologin und Hochschullehrerin
- Kusmina, Marija Igorewna (* 2005), russische Nordische Kombiniererin
- Kusmina, Ninel Nikolajewna (1937–2020), sowjetische bzw. russische Architektin und Restauratorin
- Kusminow, Maxim Germanowitsch (1995–2024), russischer Offizier und Pilot
- Kusminych, Jewgeni Filippowitsch (1911–1989), sowjetischer Schachspieler
- Kusmirowski, Robert (* 1973), polnischer Künstler
- Kusmitsch, Michail Sergejewitsch (* 1982), russischer Rennrodler
- Kusmitsch, Pawel Sergejewitsch (* 1988), russischer Rennrodler
- Kusmitschow, Alexei Wiktorowitsch (* 1963), russischer Oligarch
- Kusmitschow, Iwan Alexandrowitsch (* 2000), russischer Fußballspieler
- Kusmuk, Oleksandr (* 1954), ukrainischer Offizier und Politiker
- Kusmuk, Sanja (* 1996), bosnische Biathletin und Skilangläuferin
- Kusmytsch, Darija (* 1991), ukrainische Künstlerin

### Kusn
- Kusner, Kathryn (* 1940), US-amerikanische Springreiterin
- Kusnet, David (* 1951), US-amerikanischer Autor
- Kusnets, Albert (1902–1942), estnischer Ringer
- Kusnezow, Alexander Alexandrowitsch (* 1992), russischer Film- und TheaterschauspielerAlexander Alexandrowitsch Kusnezow (* 1992)

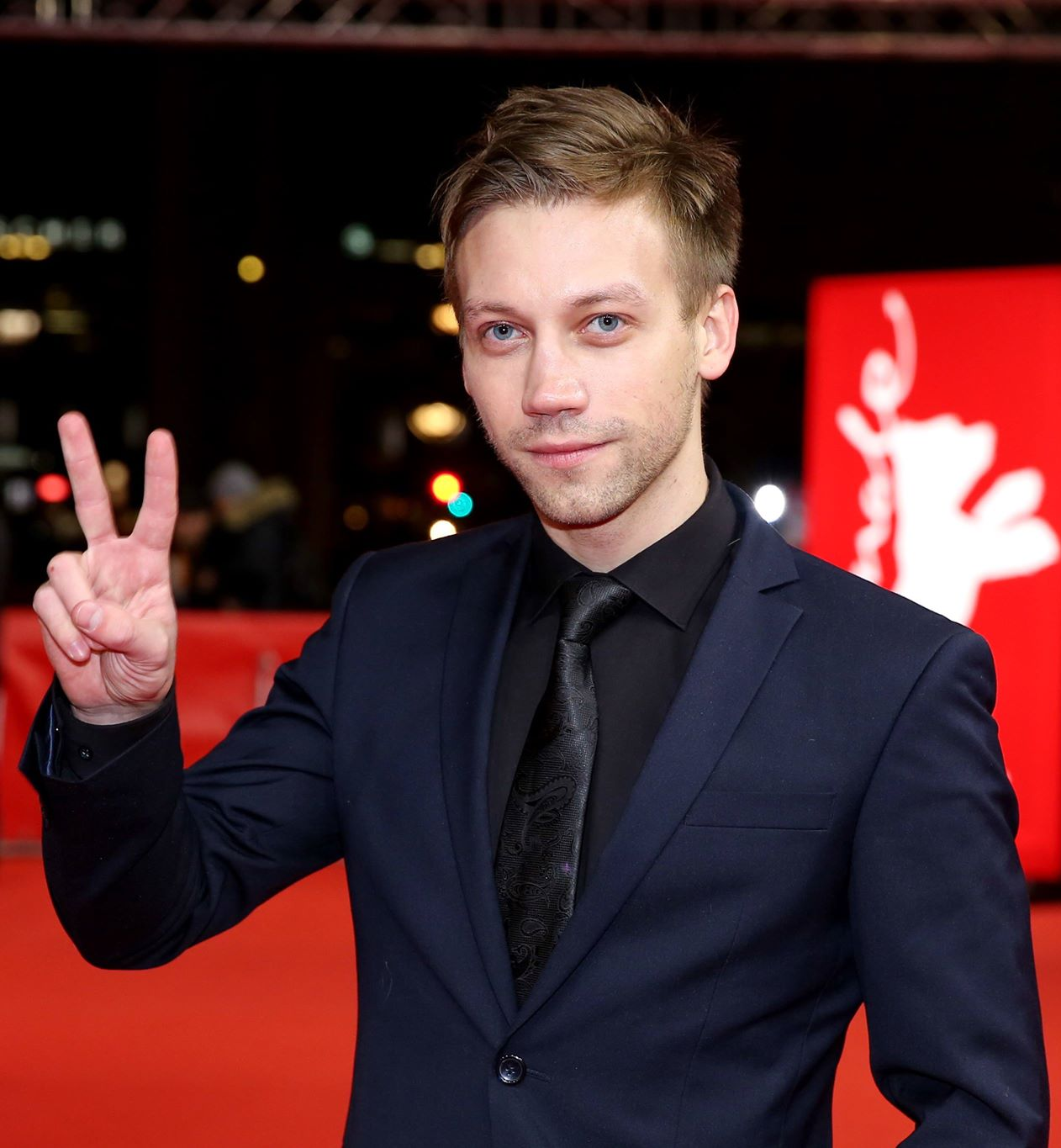
Alexander Alexandrowitsch Kusnezow (* 1992)

- Kusnezow, Alexander Alexejewitsch (1904–1966), sowjetischer Militärführer und Polarentdecker
- Kusnezow, Alexander Gennadjewitsch (* 1973), russischer Mathematiker
- Kusnezow, Alexander Nasarowitsch (1877–1946), russisch-sowjetischer Metallurg und Hochschullehrer
- Kusnezow, Alexander Petrowitsch (1913–1982), russischer Schachkomponist
- Kusnezow, Alexander Wassiljewitsch (1874–1954), russischer Architekt, Unternehmer und Hochschullehrer
- Kusnezow, Alexei (* 1983), kasachischer Eishockeytorwart
- Kusnezow, Alexei Alexandrowitsch (1905–1950), sowjetischer Politiker und GeneralleutnantAlexei Alexandrowitsch Kusnezow (1905–1950)

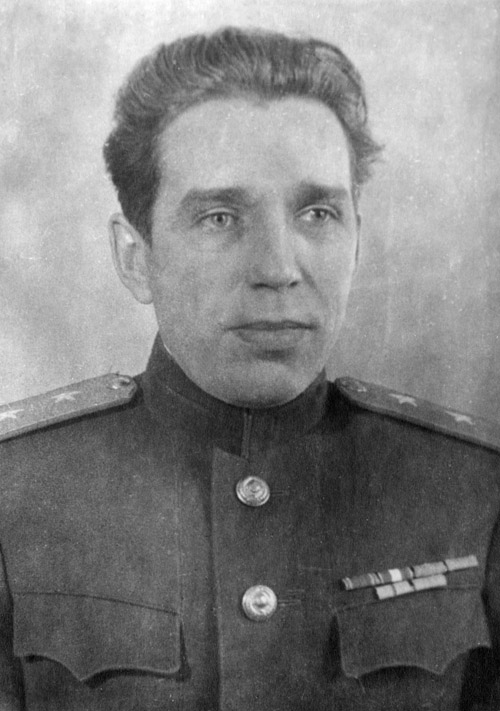
Alexei Alexandrowitsch Kusnezow (1905–1950)

- Kusnezow, Alexei Alexejewitsch (* 1941), russischer Jazzgitarrist, Komponist und Arrangeur
- Kusnezow, Alexei Igorewitsch (* 1996), russischer Fußballspieler
- Kusnezow, Alexei Iwanowitsch (1929–2003), sowjetischer Skilangläufer
- Kusnezow, Anatoli Borissowitsch (1930–2014), russischer bzw. sowjetischer Schauspieler und Volkskünstler Russlands
- Kusnezow, Anatoli Georgijewitsch (1932–2000), russischer Schachkomponist
- Kusnezow, Anatoli Wassiljewitsch (1929–1979), russischer Schriftsteller
- Kusnezow, Andrei Alexandrowitsch (* 1991), russischer Tennisspieler
- Kusnezow, Artjom Walentinowitsch (* 1987), russischer Eisschnellläufer
- Kusnezow, Artur Iwanowitsch (1945–2025), sowjetischer bzw. russischer Naturwissenschaftler, Politiker und Diplomat
- Kusnezow, Boris (* 1947), kasachischer Langstreckenläufer
- Kusnezow, Boris (* 1985), russisch-deutscher Pianist
- Kusnezow, Boris Awramowitsch (* 1944), russischer Rechtsanwalt
- Kusnezow, Boris Dmitrijewitsch (1928–1999), russischer Fußballspieler
- Kusnezow, Boris Georgijewitsch (1947–2006), sowjetischer Boxer
- Kusnezow, Boris Grigorjewitsch (1903–1984), sowjetischer Philosoph
- Kusnezow, Daniil Andrejewitsch (* 2003), russischer Fußballspieler
- Kusnezow, Dmitri Anatoljewitsch (* 1955), russischer Biologe und Biochemiker
- Kusnezow, Dmitri Wiktorowitsch (* 1965), russischer Fußballspieler und -trainer
- Kusnezow, Eduard Samuilowitsch (1939–2024), sowjetischer Dissident, Redakteur und Schriftsteller
- Kusnezow, Fjodor Issidorowitsch (1898–1961), sowjetischer General
- Kusnezow, Irena (* 2002), israelische Fußballspielerin
- Kusnezow, Iwan Andrejewitsch (* 1996), russischer Skirennläufer
- Kusnezow, Iwan Nikolajewitsch (1909–1976), sowjetischer Theater- und Filmschauspieler
- Kusnezow, Jewgeni Jewgenjewitsch (* 1992), russischer EishockeyspielerJewgeni Jewgenjewitsch Kusnezow (* 1992)

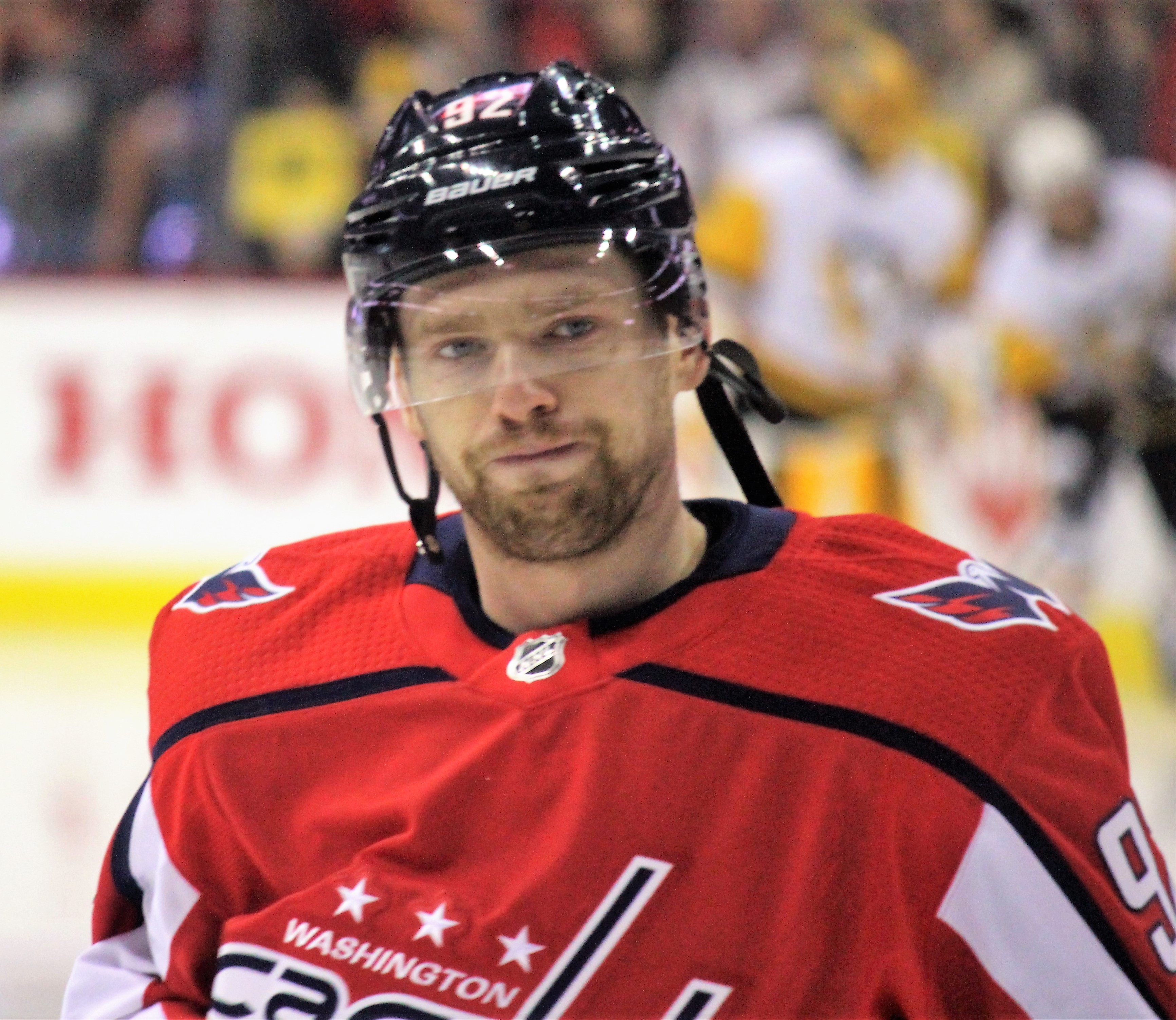
Jewgeni Jewgenjewitsch Kusnezow (* 1992)

- Kusnezow, Jewgeni Wladimirowitsch (* 1990), russischer Wasserspringer
- Kusnezow, Juri Alexejewitsch (1903–1982), sowjetischer Geologe und Hochschullehrer
- Kusnezow, Jurij (1953–2016), ukrainischer Jazzpianist
- Kusnezow, Lew Fjodorowitsch (1930–2015), sowjetischer Säbelfechter
- Kusnezow, Michail Artemjewitsch (1918–1986), sowjetischer Theater- und Filmschauspieler
- Kusnezow, Michail Nikolajewitsch (* 1952), russisch-sowjetischer Olympiasieger im Rudern
- Kusnezow, Michail Nikolajewitsch (* 1985), russischer Kanute
- Kusnezow, Nikolai Alexandrowitsch (* 1953), sowjetischer Ruderer
- Kusnezow, Nikolai Dmitrijewitsch (1850–1929), ukrainischer und russischer Maler und Kunstprofessor an der Russischen Kunstakademie
- Kusnezow, Nikolai Dmitrijewitsch (1911–1995), sowjetischer Triebwerkskonstrukteur
- Kusnezow, Nikolai Gerassimowitsch (1904–1974), sowjetischer AdmiralNikolai Gerassimowitsch Kusnezow (1904–1974)

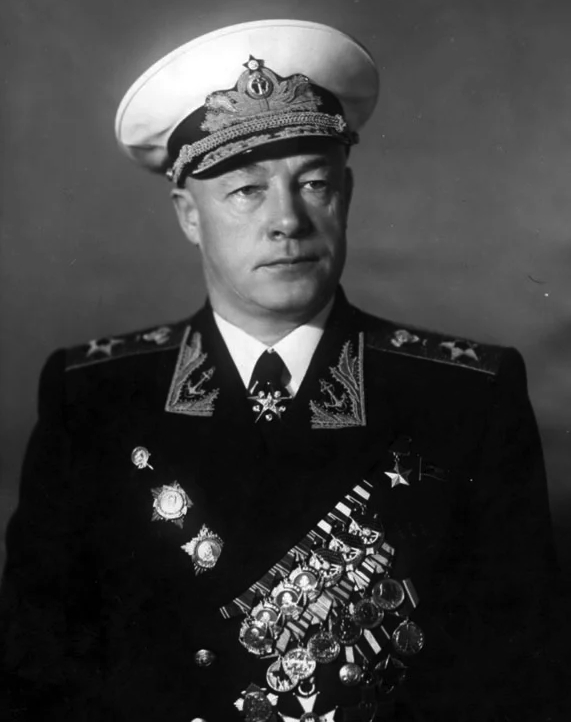
Nikolai Gerassimowitsch Kusnezow (1904–1974)

- Kusnezow, Nikolai Iwanowitsch (1864–1932), russisch-sowjetischer Geobotaniker und Hochschullehrer
- Kusnezow, Nikolai Iwanowitsch (1911–1944), sowjetischer Kundschafter, Partisan, Geheimagent
- Kusnezow, Oleh (* 1963), sowjetisch-ukrainischer Fußballspieler
- Kusnezow, Pawel Warfolomejewitsch (1878–1968), russischer Maler, Bühnenbildner und Hochschullehrer
- Kusnezow, Pawel Wiktorowitsch (* 1961), sowjetischer Gewichtheber
- Kusnezow, Sergei Alexandrowitsch (* 1991), russischer Eishockeyspieler
- Kusnezow, Sergei Iljitsch (1918–2010), sowjetischer Zehnkämpfer
- Kusnezow, Sergei Olegowitsch (* 1977), russischer Architekt
- Kusnezow, Timofei (* 1991), russischer Pokerspieler
- Kusnezow, Walentin Wassiljewitsch (1923–2006), sowjetischer beziehungsweise kasachischer Paläoherpetologe
- Kusnezow, Waleri Alexejewitsch (1906–1985), sowjetischer Geologe
- Kusnezow, Wassili Dmitrijewitsch (1932–2001), sowjetischer Leichtathlet
- Kusnezow, Wassili Iwanowitsch (1894–1964), sowjetischer Generaloberst im Zweiten WeltkriegWassili Iwanowitsch Kusnezow (1894–1964)

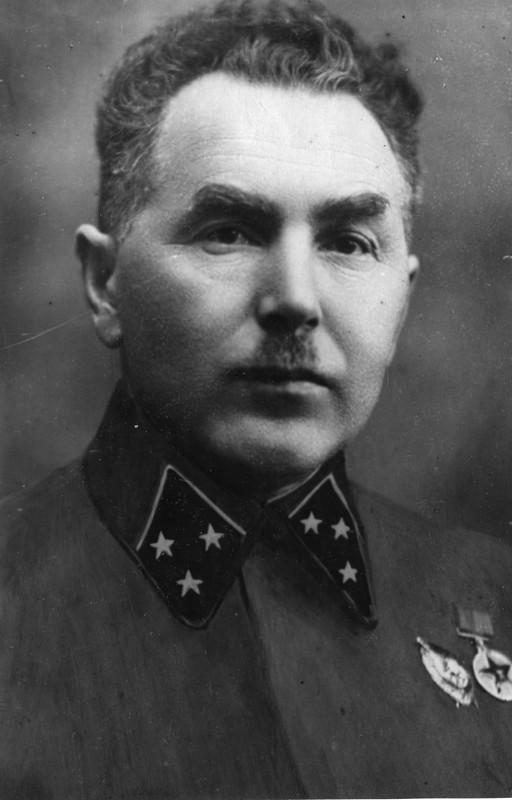
Wassili Iwanowitsch Kusnezow (1894–1964)

- Kusnezow, Wassili Nikolajewitsch (* 1989), russischer Badmintonspieler
- Kusnezow, Wassili Wassiljewitsch (1901–1990), sowjetischer Politiker
- Kusnezow, Witali Jakowlewitsch (1941–2011), sowjetischer Judoka
- Kusnezow, Wjatscheslaw Gennadjewitsch (* 1989), russischer Radrennfahrer
- Kusnezow, Wladimir (* 1984), kasachischer Gewichtheber
- Kusnezow, Wladimir Dmitrijewitsch (1887–1963), russischer Physiker, Materialwissenschaftler und Hochschullehrer
- Kusnezow, Wladimir Dmitrijewitsch (1931–1986), sowjetischer Speerwerfer
- Kusnezow, Wladimir Michailowitsch (* 1945), sowjetischer Radrennfahrer
- Kusnezowa, Irina Michailowna (* 1961), sowjetisch-russische Polarforscherin und Fotografin
- Kusnezowa, Jewgenija (* 1936), sowjetische Diskuswerferin
- Kusnezowa, Jewhenija (* 1987), ukrainische Journalistin, Bloggerin, Übersetzerin, Schriftstellerin und Medienanalytikerin
- Kusnezowa, Ljalja Mendybajewna (* 1946), sowjetisch-russische Fotografin
- Kusnezowa, Ninel Fjodorowna (1927–2010), russische Rechtswissenschaftlerin
- Kusnezowa, Olga Alexejewna (* 1967), russische Mittelstreckenläuferin
- Kusnezowa, Olga Gennadjewna (* 1968), russische Sportschützin
- Kusnezowa, Olga Wladimirowna (* 1972), russische Wirtschaftsgeographin, Humangeographin und Hochschullehrerin
- Kusnezowa, Polina Wiktorowna (* 1987), russische Handballspielerin
- Kusnezowa, Swetlana (* 1984), russische Skilangläuferin
- Kusnezowa, Swetlana Alexandrowna (* 1985), russische TennisspielerinSwetlana Alexandrowna Kusnezowa (* 1985)

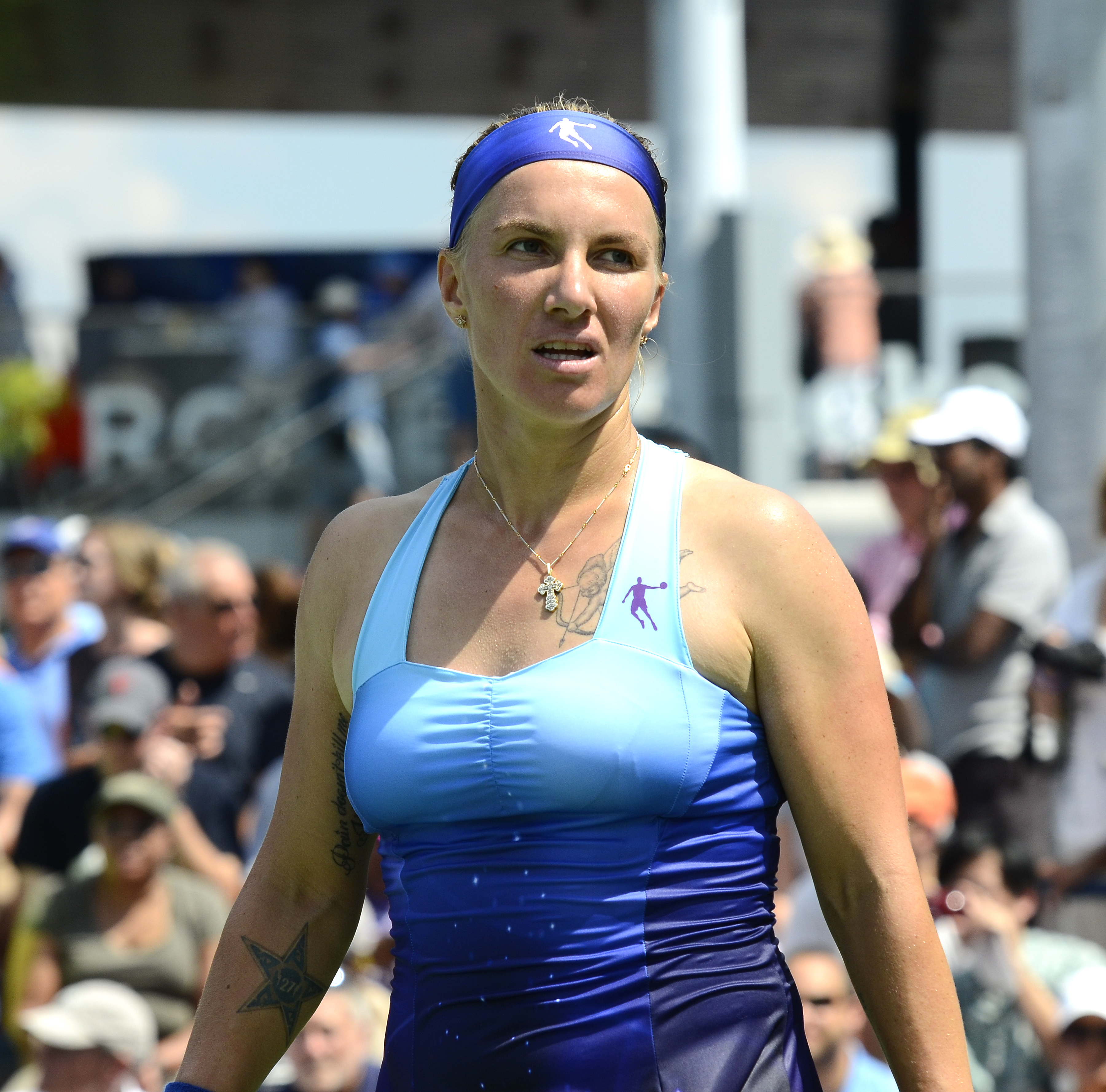
Swetlana Alexandrowna Kusnezowa (* 1985)

- Kusnezowa, Swetlana Olegowna (* 1975), russische Judoka
- Kusnezowa, Tatjana Dmitrijewna (1941–2018), sowjetisch-russische Kosmonautenanwärterin
- Kusnezowa, Tatjana Wiktorowna (* 1946), sowjetisch-russische Philosophin und Hochschullehrerin
- Kusnezowa, Walentina Michailowna (1937–2010), sowjetisch-russische Polarforscherin
- Kusnick, Harry, US-amerikanischer Kostümbildner und Tontechniker
- Kuśniewicz, Andrzej (1904–1993), polnischer Diplomat und Schriftsteller
- Kusnir, Eduardo (* 1939), argentinischer Komponist
- Kušnír, Milan (* 1958), slowakischer Fußballspieler
- Kušnirák, Peter (* 1974), slowakischer Astronom und Asteroidenentdecker
- Kusnjezow, Wiktor (* 1986), ukrainischer Weit- und Dreispringer
- Kusno, Manfred (* 1951), deutscher Musiker, Keyboarder und Gitarrist

### Kuso
- Kusociński, Janusz (1907–1940), polnischer Leichtathlet
- Kůsová, Irena (* 1955), tschechoslowakische Abgeordnete
- Kusovac, Vasilije (1929–2013), jugoslawischer bzw. montenegrinischer Mediziner
- Kusowkow, Alexander Sergejewitsch (* 1953), russischer Schachkomponist
- Kusowlew, Sergei Jurjewitsch (* 1967), russischer Generaloberst

### Kusp
- Küspert, Klaus (* 1955), deutscher Informatiker und Hochschullehrer, Lehrstuhlinhaber für Datenbanken und Informationssysteme
- Küspert, Konstantin (* 1982), deutscher Dramatiker und Dramaturg
- Küspert, Peter (* 1955), deutscher Richter
- Küspert, Stine (* 1999), deutsche Badmintonspielerin
- Kuspit, Donald (* 1935), US-amerikanischer Kunsthistoriker

### Kuss
- Kuß, Annette, deutsche Opern- und Theaterregisseurin
- Kuß, Christian (1769–1853), deutscher Autor, Prediger und Geschichtsforscher
- Kuß, Erich (1927–2021), deutscher Biochemiker und Laboratoriumsmediziner
- Kuss, Ernst (1888–1956), Chemiker
- Kuß, Helmut (1906–2006), deutscher Verwaltungsjurist; Oberstadtdirektor in Göttingen
- Kuss, Horst (* 1936), deutscher Historiker und Geschichtsdidaktiker
- Kuß, Lisa (* 1938), deutsche Volksschauspielerin und Theaterleiterin
- Kuss, Malena (* 1940), argentinische Musikwissenschaftlerin
- Kuß, Max (1903–1976), deutscher Politiker (KPD), Mitglied der Verfassunggebenden Landesversammlung in Bayern
- Kuß, Norbert (* 1943), deutsches Justizopfer
- Kuss, Otto (1905–1991), katholischer Theologe
- Kuß, Peter, deutscher Handballspieler, Deutscher Meister im Feldhandball
- Kuss, Sepp (* 1994), US-amerikanischer RadrennfahrerSepp Kuss (* 1994)

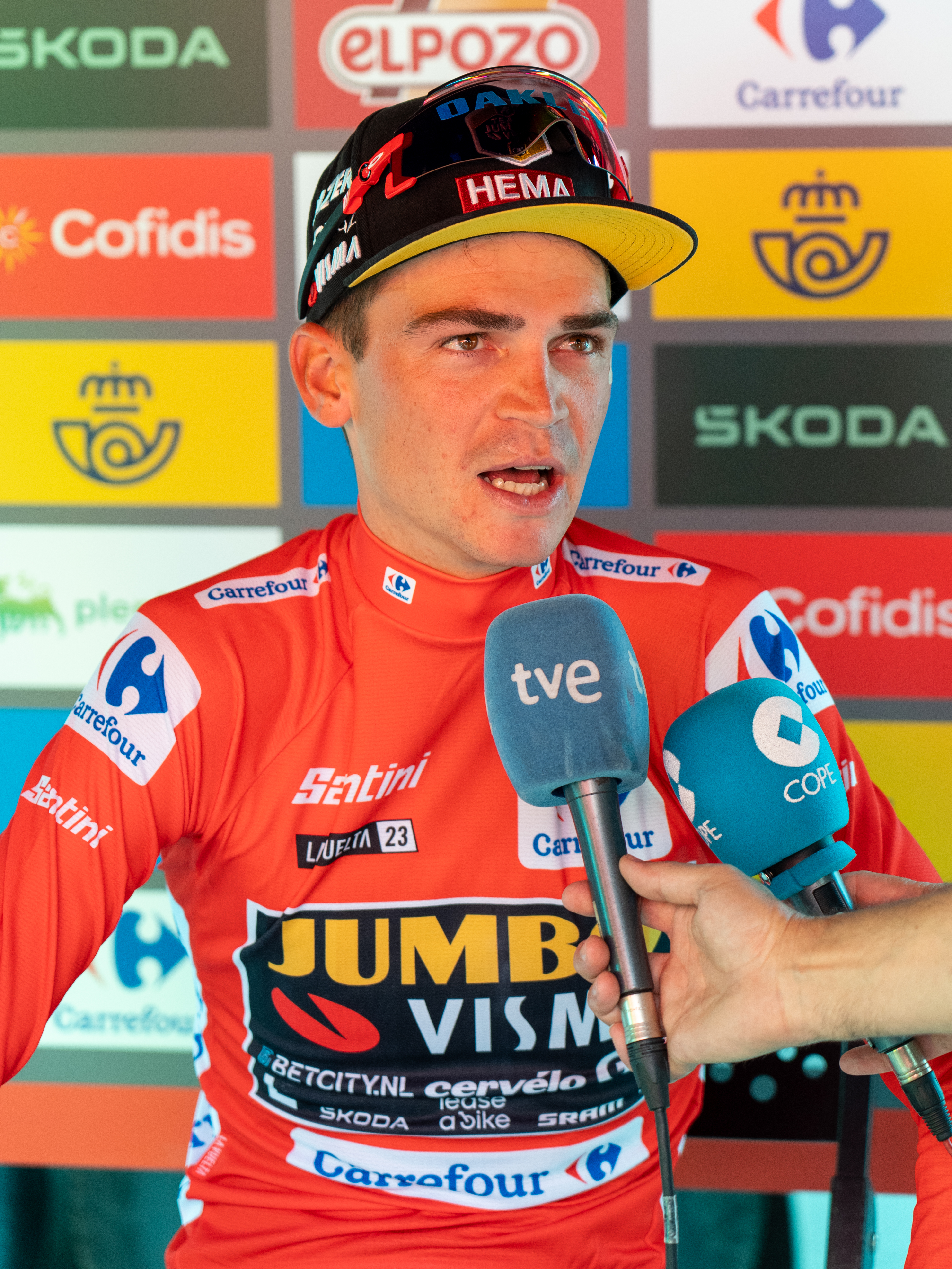
Sepp Kuss (* 1994)

- Kuß, Walter (* 1965), deutscher Skilangläufer
- Kuss-Bergner, Angelika (* 1972), österreichische Politikerin (ÖVP), Abgeordnete zum Nationalrat
- Kuss-Maler, attischer Vasenmaler
- Kussa, Mussa, libyscher Diplomat und Politiker
- Kussakin, Oleg Grigorjewitsch (1930–2001), sowjetisch-russischer Hydrobiologe und Hochschullehrer
- Kussala, Hiiboro Edward (* 1964), sudanesischer Geistlicher, römisch-katholischer Bischof von Tombura-Yambio
- Kussatz, Anna (1907–1987), deutsche Politikerin (SPD), Mitglied der Stadtverordnetenversammlung von Groß-Berlin
- Kussatz, Vivien (* 1972), deutsche Seglerin
- Kussbach, Erich (* 1931), österreichischer Diplomat
- Kuße, Holger (* 1964), deutscher Slawist
- Küssel, Gottfried (* 1958), österreichischer RechtsextremistGottfried Küssel (* 1958)

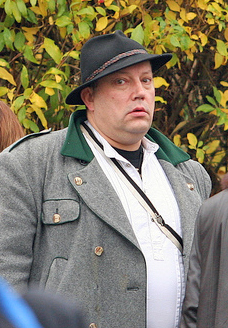
Gottfried Küssel (* 1958)

- Küssel, Robert (1895–1970), deutscher Cellist, Kapellmeister, Komponist und Filmkomponist
- Kusser, Johann Sigismund († 1727), Kapellmeister und Komponist
- Kusserow, Albrecht (1909–1991), deutscher Verwaltungsjurist, Landrat des Kreises Minden (1943–1944)
- Kusserow, Ernst (1903–1968), deutscher Offizier und Flugzeugführer in der Luftwaffe der Wehrmacht, später in der Luftwaffe der Bundeswehr
- Kusserow, Ferdinand von (1792–1855), preußischer Generalleutnant
- Kusserow, Hans von (1911–2001), deutscher Tänzer und Choreograf
- Kusserow, Heinrich von (1836–1900), deutscher Diplomat, Kolonialbefürworter und Politiker (LRP), MdR
- Kusserow, Ingeborg von (1919–2014), deutsche Schauspielerin
- Kusserow, Mourad (1939–2019), deutscher Journalist und Autor, Teilnehmer am algerischen Unabhängigkeitskrieg, Marokkoversteher
- Kusserow, Wilhelm (1901–1985), deutscher Lehrer und Organisator neuheidnisch-völkischer Gruppen
- Kusserow, Wilhelm (1914–1940), deutscher Kriegsdienstverweigerer
- Kusserow, Wolfgang (1922–1942), deutscher Kriegsdienstverweigerer
- Kussewizki, Sergei Alexandrowitsch (1874–1951), russisch-US-amerikanischer Dirigent und Kontrabassist
- Kussmacher, Jill (* 1984), deutsche Schauspielerin und Model
- Kussman, Dylan (* 1971), US-amerikanischer Schauspieler, Drehbuchautor und Filmregisseur
- Kußmann, Jochen (* 1952), deutscher Chirurg
- Kußmann, Matthias (* 1966), deutscher Literaturwissenschaftler
- Kußmann, Rudolf (* 1883), deutscher Oberlehrer, Schulleiter und Dichter
- Kußmaul, Adolf (1822–1902), deutscher Arzt und HochschullehrerAdolf Kußmaul (1822–1902)

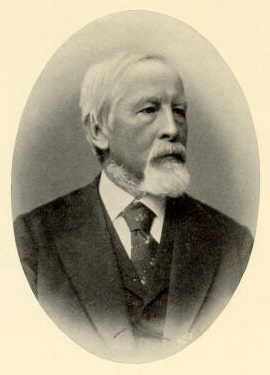
Adolf Kußmaul (1822–1902)

- Kußmaul, Friedrich (1920–2009), deutscher Ethnologe
- Kußmaul, Heinz (* 1957), deutscher Ökonom und Hochschullehrer an der Universität des Saarlandes
- Kussmaul, Jürgen (* 1944), deutscher Bratschist und Dirigent
- Kußmaul, Karl (1930–2022), deutscher Werkstofftechniker und Materialprüfer
- Kußmaul, Paul (* 1939), deutscher Linguist und Übersetzungswissenschaftler
- Kussmaul, Rainer (1946–2017), deutscher Violinist und Dirigent
- Kussmaul, Roland (* 1943), deutscher Ingenieur
- Küssner, Hans Georg (1900–1984), deutscher Physiker und Aeronautiker
- Küssner, Herbert (1899–1967), deutscher Jurist und Polizeibeamter
- Küßner, Leonard (* 1993), deutscher Komponist, Orchestrator und MusikerLeonard Küßner (* 1993)

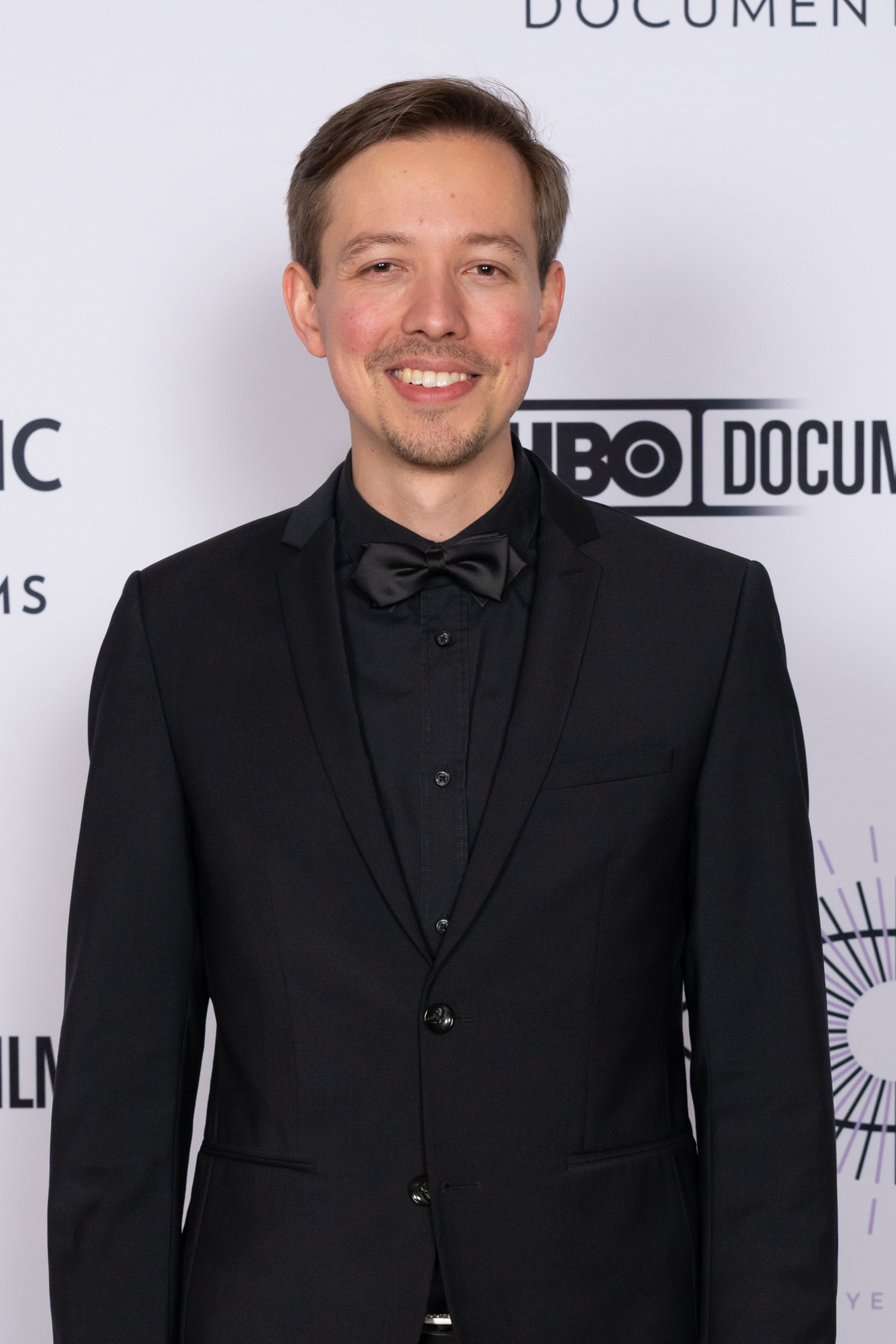
Leonard Küßner (* 1993)

- Küßner, Paul (1867–1926), deutscher römisch-katholischer Priester und Politiker (Zentrum)
- Küssner, Rosemarie (1921–1994), deutsche Animatorin
- Küssow, Christian Friedrich von (1721–1758), preußischer Landrat
- Kußtatscher, Jutta (* 1965), italienische Journalistin, Autorin und Dokumentarfilmerin
- Kusstatscher, Sepp (* 1947), italienischer Politiker (Südtirol), MdEP
- Kussumua, João (* 1956), angolanischer Politiker
- Küßwetter, Georg (* 1905), deutscher Forstmeister
- Küßwetter, Hans (1909–1965), deutscher Politiker (CSU)
- Küßwetter, Julia (* 1976), deutsche Opern- und Liedsängerin (Sopran) und Hochschuldozentin
- Küßwetter, Wolfgang (1940–1998), deutscher Orthopäde und Hochschullehrer

### Kust
- Kusta, Albinas (* 1940), litauischer Hydrotechniker und Hochschullehrer
- Kustaanheimo, Paul (1924–1997), finnischer Astronom und Mathematiker
- Kustak, Manfred (* 1941), deutscher Fußballspieler
- Kustatscher, Erika (* 1963), italienische Historikerin (Südtirol)
- Kustatscher, Evelyn (* 1976), italienische Paläobotanikerin
- Kustawa, Darja (* 1986), belarussische Tennisspielerin
- Küstenmacher, Marion (* 1956), deutsche Autorin, Ehefrau von Werner Küstenmacher
- Küstenmacher, Werner Tiki (* 1953), deutscher Pfarrer, Grafiker, Autor, KarikaturistWerner Tiki Küstenmacher (* 1953)

Werner Tiki Küstenmacher (* 1953)

- Küstenwehr, Vincenz Hlawaczek von (1854–1926), österreichischer Feldmarschall-Leutnant böhmischer (tschechischer) Herkunft
- Küster von Rosenberg, Johannes († 1685), deutscher Mediziner
- Kuster, Ann McLane (* 1956), US-amerikanische Politikerin der Demokratischen Partei
- Kuster, Anne-Marie (* 1948), Schweizer Schauspielerin am Theater sowie bei Film und Fernsehen
- Küster, August (1899–1959), deutscher Verbandsfunktionär und Industrieller
- Küster, Bärbel (* 1967), deutsche Kunsthistorikerin
- Küster, Beppo (* 1950), deutscher Schlagersänger, Schauspieler und Moderator
- Küster, Bernd (* 1952), deutscher Kunsthistoriker
- Küster, Bernhard (* 1967), deutscher Biochemiker
- Küster, Carl (1854–1913), deutscher Kaufmann, Redakteur und Gründer der nach ihm benannten Buchdruckerei
- Küster, Carl von (1820–1893), deutscher Diplomat, Wirklicher Geheimrat und Russisch-Kaiserlicher Staatssekretär, Naturforscher und Botaniker
- Kuster, Christian (* 1965), österreichischer Autor und Mentor für Männerarbeit
- Küster, Diethard (* 1952), deutscher Filmregisseur, Drehbuchautor und Filmproduzent
- Küster, Ernst (1839–1930), deutscher Chirurg
- Küster, Ernst (1874–1953), deutscher Botaniker und Zellforscher
- Kuster, Ernst (1940–1982), deutscher Fußballspieler
- Küster, Friedrich Wilhelm (1861–1917), deutscher Chemiker und Hochschullehrer an der Bergakademie Clausthal
- Küster, Fritz (1889–1966), deutscher Pazifist und politischer Publizist
- Küster, Georg Gottfried (1695–1776), deutscher Schulmann und Historiker
- Küster, Hannelore, deutsche Tischtennisspielerin
- Küster, Hansjörg (1956–2024), deutscher Hochschullehrer, Geobotaniker und Pflanzenökologe
- Küster, Harry (1930–2004), deutscher Schauspieler, Kabarettist, Synchron- und Hörspielsprecher
- Küster, Heinrich (1870–1956), deutscher Architekt und Baubeamter
- Küster, Heinrich Carl (1807–1876), deutscher Malakologe, Ornithologe und Entomologe
- Küster, Herbert (1909–1986), deutscher Komponist
- Küster, Hermann (1813–1897), deutscher lutherischer Theologe
- Küster, Inge (1929–2011), deutsche Unternehmerin
- Küster, Ingeborg (1909–2004), deutsche Journalistin und Redakteurin
- Küster, Jakob (* 1947), Schweizer Radrennfahrer
- Küster, Johann Emanuel von (1764–1833), deutscher Diplomat und Staatsmann im Dienste Preußens
- Kuster, Jürg (* 1958), Schweizer Projektmanager
- Küster, Karl-Heinz (* 1925), deutscher Autor und Journalist
- Küster, Karl-Heinz (* 1949), deutscher Radrennfahrer
- Küster, Klaus (* 1941), deutscher Grafiker, Maler und Fotograf
- Küster, Konrad (1842–1931), deutscher Arzt und Publizist
- Küster, Konrad (* 1959), deutscher Musikwissenschaftler
- Küster, Ludwig (1928–2014), deutscher Jurist und Richter am Bundessozialgericht
- Küster, Maika (* 1993), deutsche Jazz- und Improvisationsmusikerin (Gesang, Piano, Komposition)
- Kuster, Markus (* 1994), österreichischer FußballspielerMarkus Kuster (* 1994)

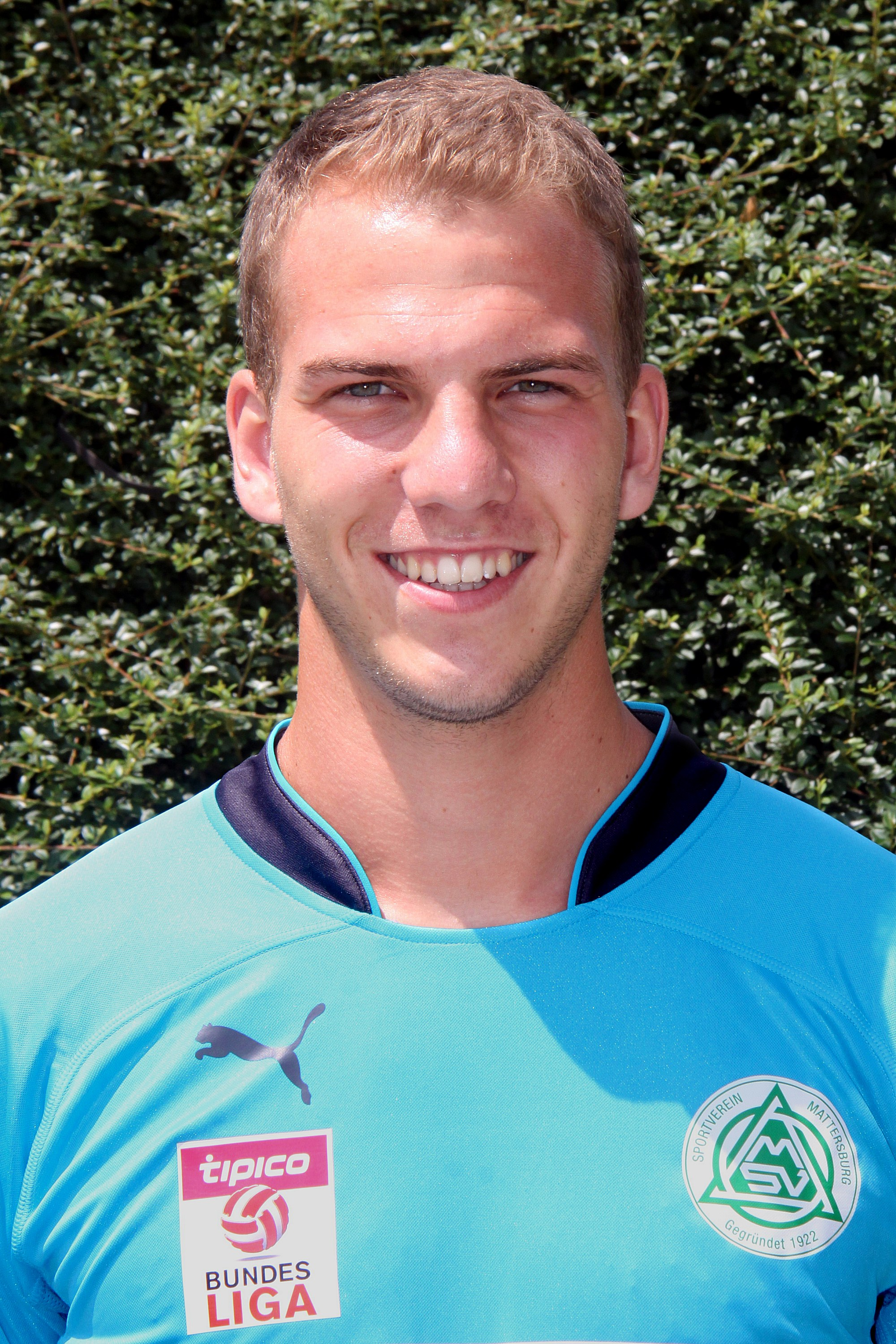
Markus Kuster (* 1994)

- Küster, Max (1862–1941), deutscher Architekt und Bauunternehmer
- Kuster, Nicole (* 1978), Schweizer Politikerin (LDP)
- Kuster, Niels (* 1957), Schweizer Elektroingenieur und Hochschullehrer
- Kuster, Oliver (* 1968), Schweizer Jazzpianist
- Küster, Otto (1907–1989), deutscher Jurist und Antifaschist
- Küster, Raiko (* 1973), deutscher Schauspieler
- Küster, Rainer (* 1942), deutscher Schriftsteller und Sprachwissenschaftler
- Küster, Renate (* 1936), deutsche Kabarettistin, Schauspielerin und SynchronsprecherinRenate Küster (* 1936)

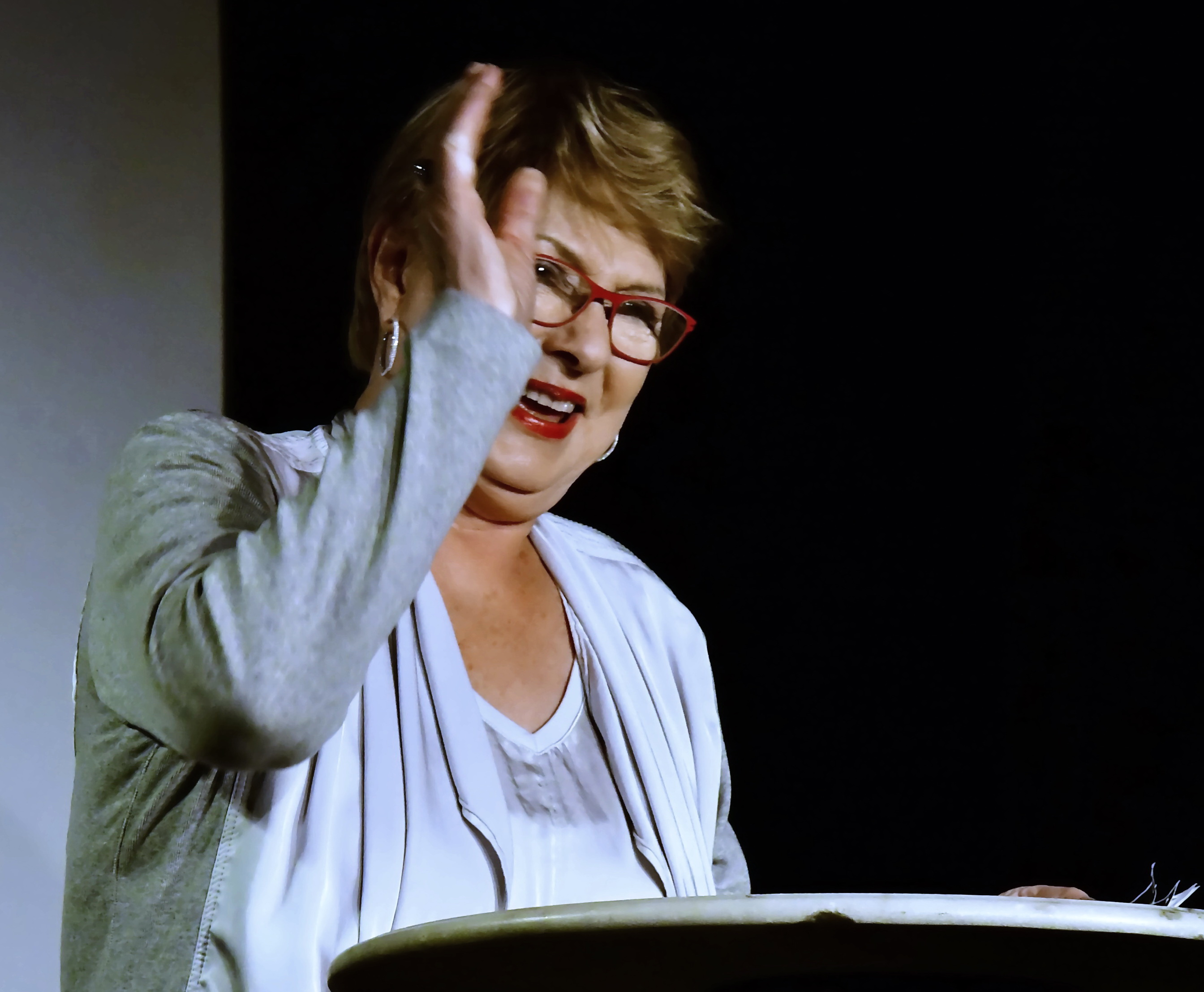
Renate Küster (* 1936)

- Kuster, Roland (* 1959), Schweizer Politiker (CVP)
- Küster, Rudolf (1955–2012), deutscher Gewichtheber
- Kuster, Sabine (* 1979), Schweizer Lehrerin und Journalistin
- Kuster, Selina (* 1991), Schweizer Fussballspielerin
- Küster, Susen (* 1994), deutsche Hammerwerferin
- Küster, Ulf (* 1966), deutscher Kunsthistoriker und Kurator
- Küster, Uwe (1945–2014), deutscher Politiker (SPD), MdB
- Küster, Volker (* 1941), deutscher Grafiker und Professor für Kommunikationsdesign
- Küster, Volker (* 1962), deutscher evangelischer Theologe
- Küster, William (1863–1929), deutscher Chemiker
- Kusterer, Arthur (1898–1967), deutscher Komponist und Dirigent
- Kusterer, Karin (* 1955), deutsche Ethnologin und Schriftstellerin
- Kusterer, Sabine (* 1991), deutsche Gewichtheberin
- Kusterer, Wilhelm Ernst (1922–2017), deutscher SS-Unterführer und Kommunalpolitiker
- Kustermann, Gottfried (1943–2023), deutscher Sportschütze
- Küstermann, Gustav (1850–1919), US-amerikanischer Politiker deutscher Herkunft
- Küstermann, Hans (1873–1915), deutscher Rechtsanwalt
- Küstermann, Otto (1837–1913), deutscher evangelischer Pfarrer und Historiker
- Kustermann, Otto (1878–1971), deutscher Schauspieler bei Bühne und Film sowie ein Theaterleiter und Bühnenregisseur
- Küstermeier, Rudolf (1903–1977), deutscher Journalist und Widerstandskämpfer
- Küsters, Arnold (* 1954), deutscher Journalist und Schriftsteller
- Küsters, Christian (* 1977), deutscher Kommunalpolitiker (Bündnis 90/Die Grünen)
- Küsters, Hanns Jürgen (* 1952), deutscher Politikwissenschaftler
- Küsters, Hans-Martin (1946–2014), deutscher Künstler und Pädagoge
- Küsters, Josef Laurenz (* 1915), niedersächsischer Politiker (CDU)
- Küsters, Karsten (* 1943), deutscher Opernsänger der Stimmlage Bass
- Küsters, Matthias (1856–1936), deutscher Gutsherr und Politiker (Deutsche Zentrumspartei)
- Küsters, Stephan (* 1971), deutscher Fußballspieler
- Kusters, Wiel (* 1947), niederländischer Dichter, Autor und Literaturwissenschaftler
- Küsters, Willy (1888–1949), deutscher Schriftsteller
- Kusters, Yvo (* 1986), niederländischer Radrennfahrer
- Küsthardt, Erwin (1867–1901), deutscher Maler und Bildhauer
- Küsthardt, Friedrich (1830–1900), deutscher Bildhauer, Kunstgewerbler und Kunstschriftsteller
- Küsthardt, Georg (1863–1903), deutscher Bildhauer
- Kustinskaja, Natalja Nikolajewna (1938–2012), russische Schauspielerin
- Küstner, Birgit (* 1950), deutsche Politikerin (SPD), MdL
- Küstner, Carl (1861–1934), deutscher Maler und Kunstprofessor
- Küstner, Christian Wilhelm (1721–1785), kursächsischer Jurist und Bürgermeister der Stadt Leipzig
- Küstner, Ernst Wilhelm (1759–1836), deutscher Jurist, Ratsherr, Rittergutsbesitzer und Domherr
- Küstner, Eugen (1821–1894), sächsischer Arzt und Politiker
- Kustner, Franz (* 1950), deutscher Politiker (CSU), MdL
- Küstner, Gottfried Wilhelm (1689–1762), kursächsischer Jurist und Bürgermeister der Stadt Leipzig
- Küstner, Johanna († 1888), deutsche Hochschulleiterin
- Küstner, Kai (* 1971), deutscher Journalist
- Küstner, Karl Friedrich (1856–1936), deutscher Astronom
- Küstner, Karl Theodor von (1784–1864), deutscher Theater-Intendant
- Küstner, Max (1855–1940), deutscher Kommunalbeamter in Sachsen und Thüringen
- Küstner, Otto (1849–1931), deutscher Gynäkologe
- Küstner, Otto (1886–1970), deutscher Jurist
- Küstner, Wilhelm (1900–1980), deutscher Hals-Nasen-Ohren-Arzt
- Kusto, Marek (* 1954), polnischer Fußballspieler
- Kustodijew, Boris Michailowitsch (1878–1927), russisch-sowjetischer Maler und GrafikerBoris Michailowitsch Kustodijew (1878–1927)

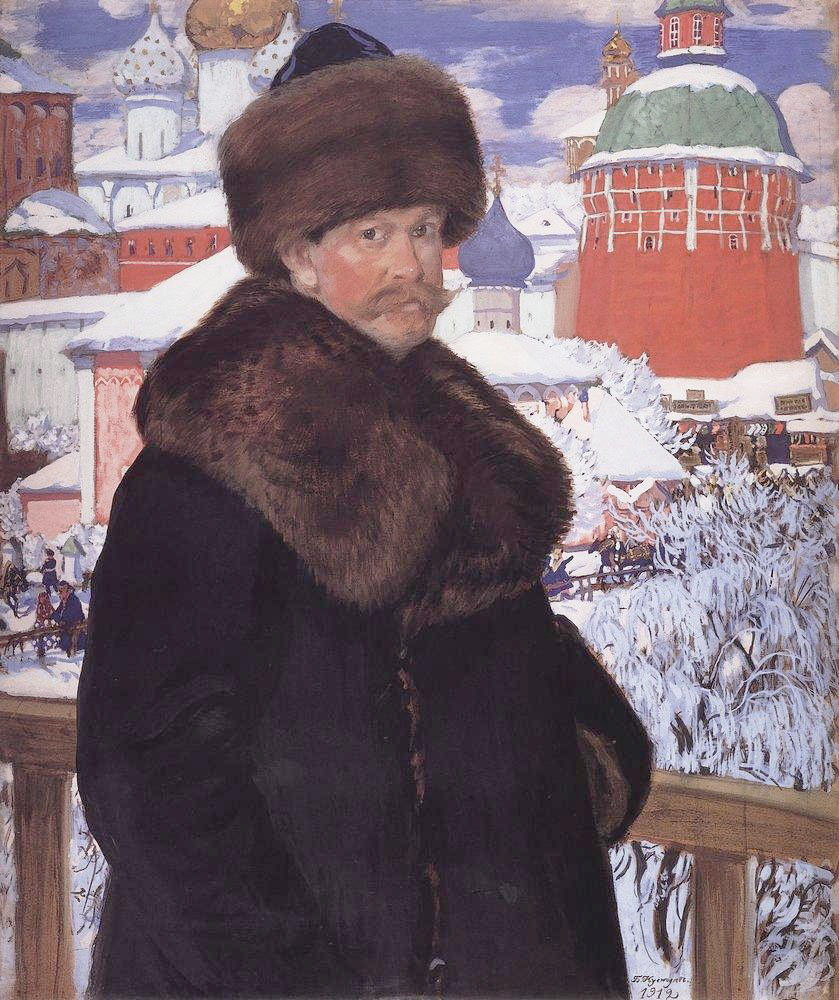
Boris Michailowitsch Kustodijew (1878–1927)

- Kustoff, David (* 1966), US-amerikanischer Politiker
- Kustow, Igor, russischer Handballspieler
- Kustow, Pawel (* 1965), sowjetischer Skispringer
- Kustowa, Alexandra Gennadjewna (* 1998), russische Skispringerin
- Kustra, Robert W. (* 1943), US-amerikanischer Politiker
- Kustra, Władysław (1955–2022), polnischer Volleyballspieler
- Kusturica, Emir (* 1954), serbisch-französischer FilmregisseurEmir Kusturica (* 1954)

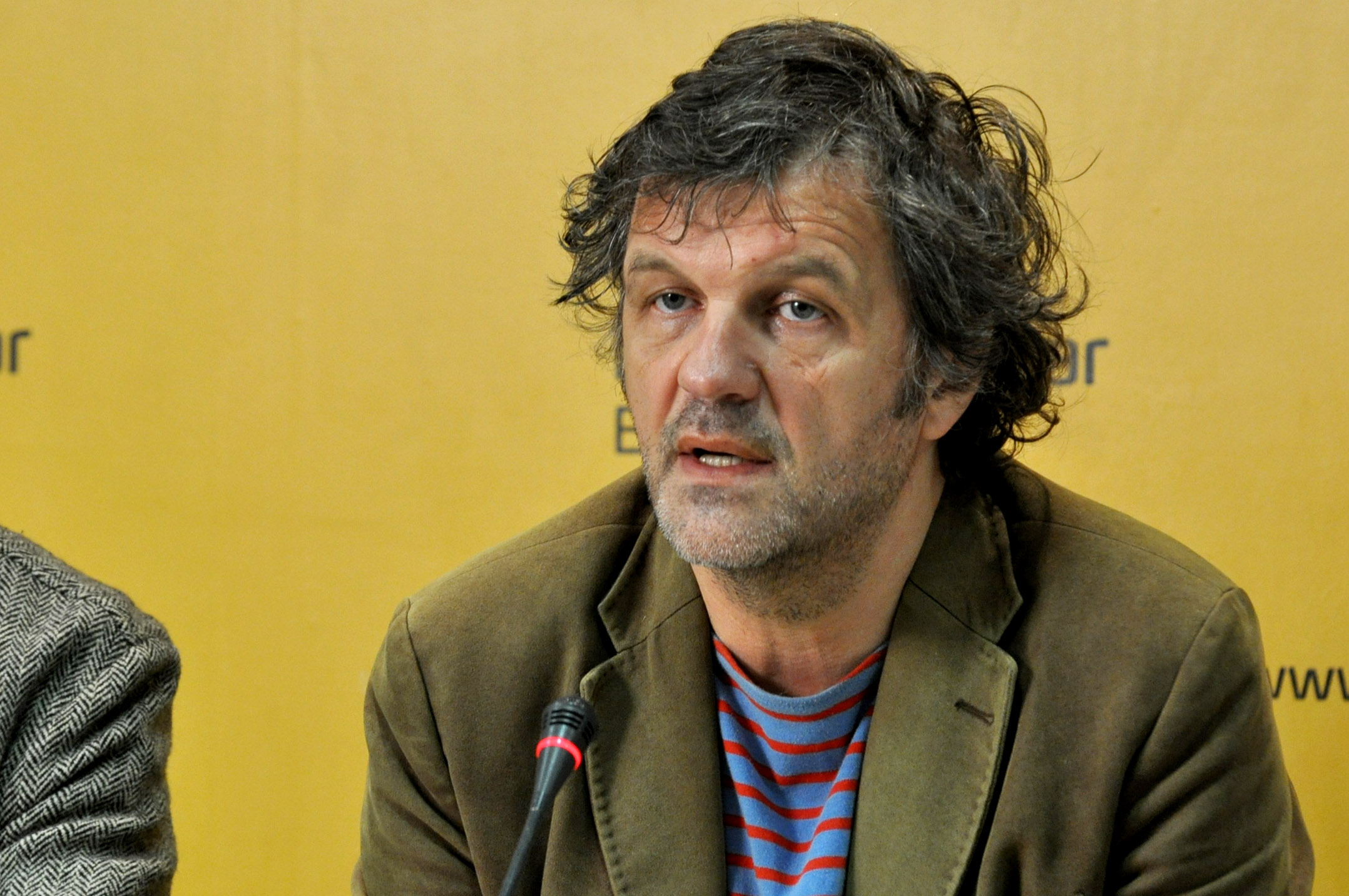
Emir Kusturica (* 1954)

- Kusturica, Nina (* 1975), österreichische Filmregisseurin, Filmeditorin und Filmproduzentin

### Kusu
- Kusube, Yaichi (1897–1984), japanischer Töpfer
- Kusubow, Jurij (* 1990), ukrainischer Schachgroßmeister
- Kusuhara, Chiaki (* 1975), japanische Beachvolleyballspielerin
- Kusukami, Jumpei (* 1987), japanischer Fußballspieler
- Kusuma, Stenny (* 1986), indonesischer Badmintonspieler
- Kusumasana Devi († 1613), Königin von Kandy (1581)
- Kusumastuti, Maria Febe (* 1989), indonesische Badmintonspielerin
- Kusumawardhani, Sarwendah (* 1967), indonesische Badmintonspielerin
- Kusumi, Keishi (* 1994), japanischer Fußballspieler
- Kusumi, Koharu (* 1992), japanische Musikerin, Mitglied der japanischen Girl Group Morning Musume
- Kusumi, Morikage, japanischer Maler
- Kusumo, Sardono Waluyo (* 1945), indonesischer Tänzer, Choreograph, Filmregisseur und Schauspieler
- Kusumoto, Ine (1827–1903), japanische Ärztin, erste japanische Frauenärztin und Geburtshelferin nach westlichem Vorbild
- Kusumoto, Maki (* 1967), japanische Mangaka
- Kusumoto, Masataka (1838–1902), japanischer Regierungsbeamter und Politiker
- Kusumoto, Shūma (* 1992), japanischer Fußballspieler
- Kusumoto, Takuji, japanischer Jazzmusiker (Schlagzeug, auch Perkussion)
- Kusumoto, Takumi (* 1995), japanischer Fußballspieler
- Kusunga, Genséric (* 1988), angolanisch-schweizerischer Fußballspieler
- Kusunoki Masashige (1294–1336), japanischer VolksheldKusunoki Masashige (1294–1336)

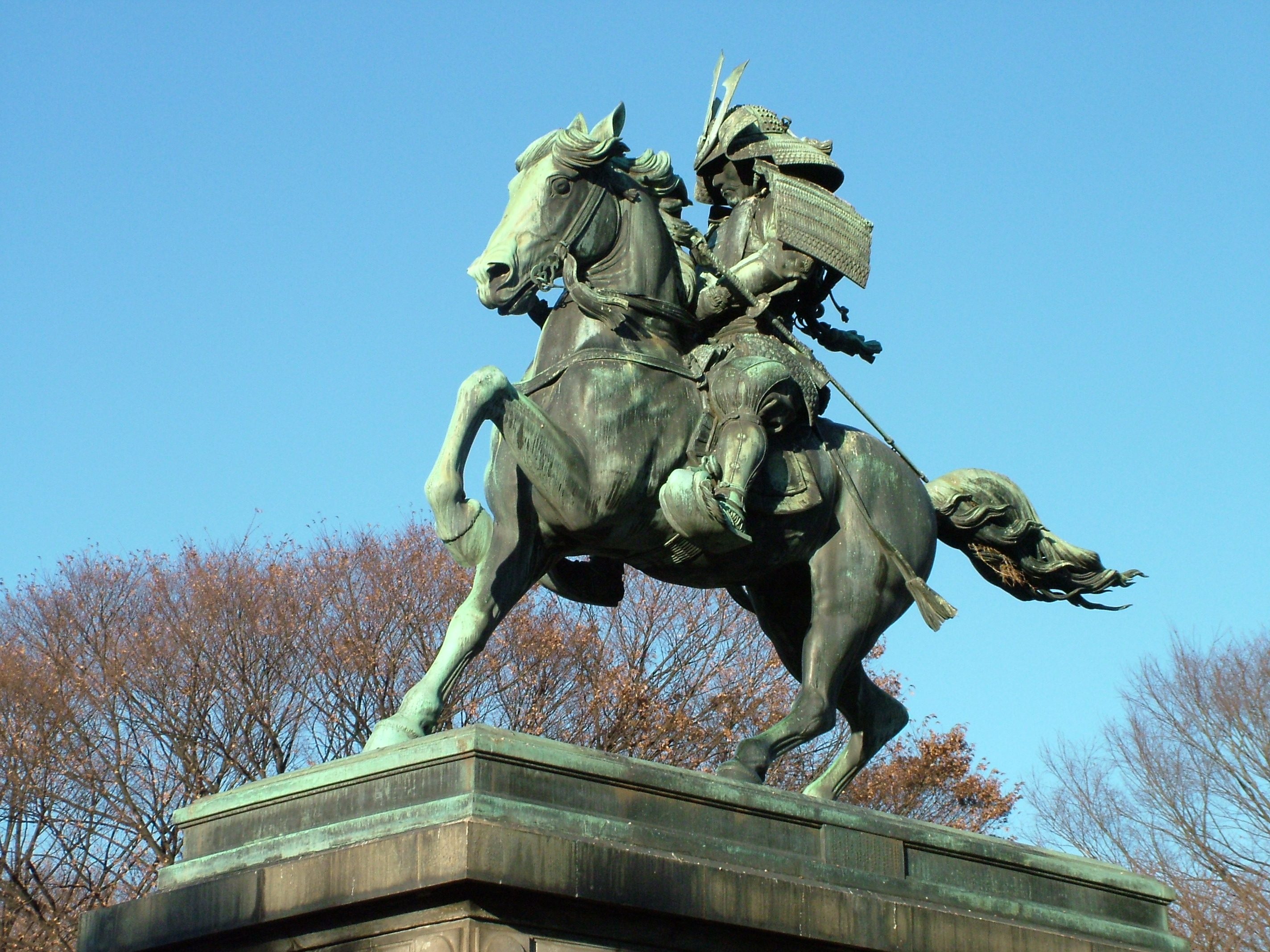
Kusunoki Masashige (1294–1336)

- Kusunoki, Daiki (* 2000), japanischer Fußballspieler
- Kusunoki, Tomori (* 1999), japanische Synchronsprecherin und J-Pop-Sängerin
- Kusunose, Akihito (* 1986), japanischer Fußballspieler
- Kusunose, Naoki (* 1964), japanischer Fußballspieler
- Kusunose, Yuka (* 1987), japanische Badmintonspielerin
- Kusunose, Yukihiko (1858–1927), japanischer Generalleutnant und Heeresminister
- Kusuro, Geofrey (* 1989), ugandischer Langstrecken- und Bergläufer

### Kusw
- Kusworth, Dave (1960–2020), britischer Indierock-Musiker

### Kusy
- Kusy, Tadeusz (1951–2024), polnischer römisch-katholischer Ordensgeistlicher, Bischof von Kaga-Bandoro
- Kusyn, Oleksandr (* 1974), ukrainischer Marathonläufer

### Kusz
- Kusz, Fitzgerald (* 1944), deutscher Schriftsteller und SatirikerFitzgerald Kusz (* 1944)

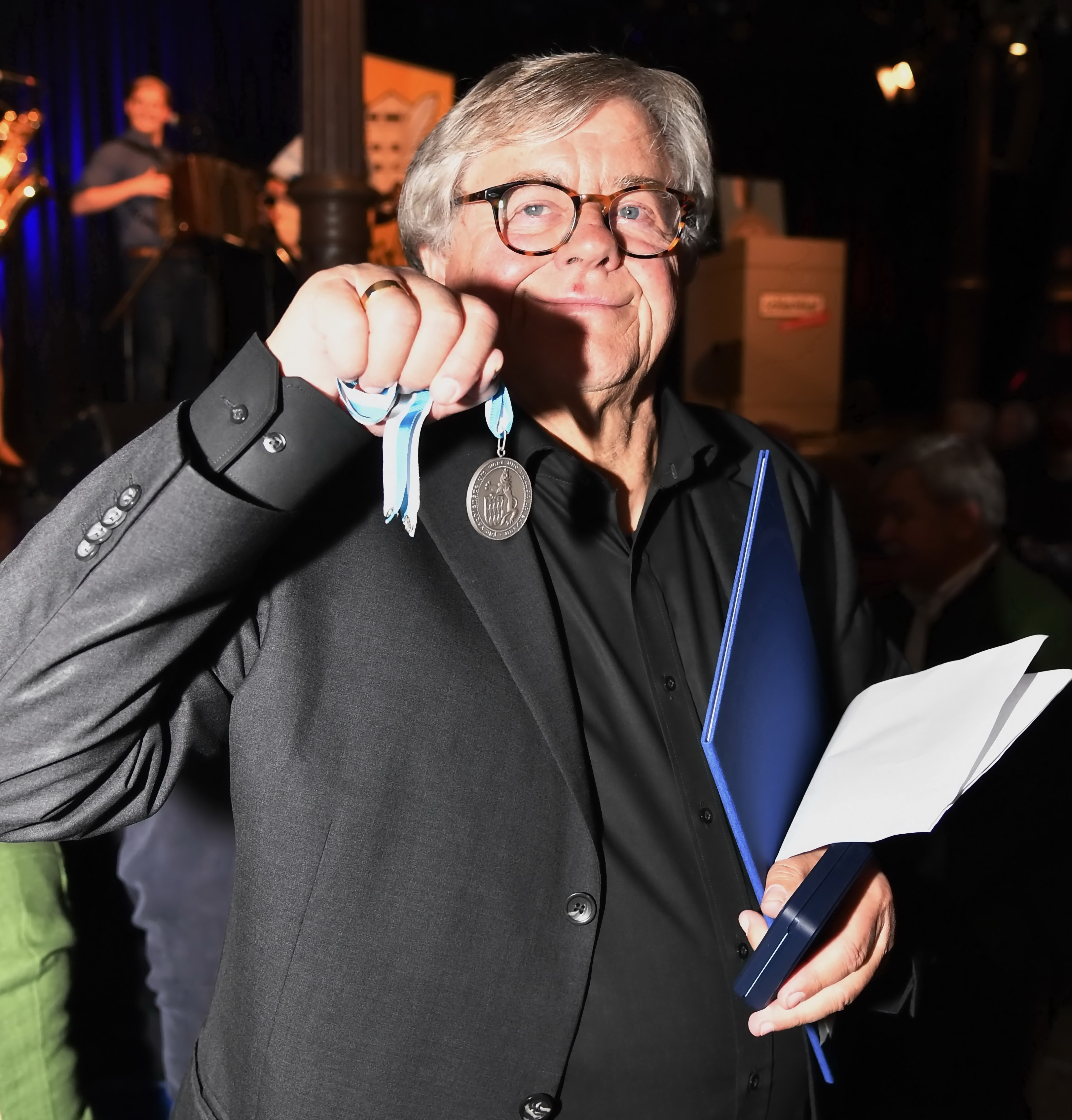
Fitzgerald Kusz (* 1944)

- Kusz, Gerard Alfons (1939–2021), polnischer Geistlicher und Weihbischof in Gliwice
- Kusz, Lisa Sophie (* 1984), deutsche Schauspielerin und Sprecherin
- Kuszczak, Tomasz (* 1982), polnischer Fußballtorhüter
- Kuszewski, Marek (1933–2012), polnischer Säbelfechter
- Kusznierewicz, Mateusz (* 1975), polnischer Segler, Olympiasieger und Weltmeister
- Kusztor, Péter (* 1984), ungarischer Radrennfahrer
- Kuszyk, Karolina (* 1977), polnische Autorin und Literaturübersetzerin
- Kuszyńska, Monika (* 1980), polnische Sängerin